# Храм на Крови (Екатеринбург)
Храм на Крови́ (полное название: Храм-памятник на Крови́ во имя Всех Святых, в земле Российской просиявших) — православный храм в Екатеринбурге, построенный на месте дома Ипатьева, в котором содержались под арестом и были расстреляны в ночь на 17 июля 1918 года последний российский император Николай II, его семья и четверо слуг Построенный в 2000—2003 годах, он стал главной туристической достопримечательностью Екатеринбурга, а также главным центром памяти святого Николая II и его семьи, привлекающим православных паломников не только из России, но и со всего мира
Пятикупольный храм, выполненный в русско-византийском стиле, является двухуровневым. Верхний храм во имя Всех святых, в земле Российской просиявших, — высокий и со множеством окон, с уникальным беломраморным иконостасом. Нижний храм в честь новомучеников и исповедников Церкви Русской по контрасту спланирован полумрачным и с низкими сводами, но именно здесь находится крипта, символически воссоздающая расстрельную комнату, в которой погиб бывший царь с супругой, пятью детьми и четырьмя приближёнными. В храмовый комплекс входит также отдельно стоящее здание Патриаршего подворья, включающего в себя музей Святой царской семьи, концертный зал с «царским» роялем, личные покои патриарха и прочие помещения.
При храме действует приход, окормляемый шестью священниками. В приходе работают воскресная школа, художественная школа, детский хор, а также катехизаторские курсы, казачий штаб, служба милосердия и другие приходские структуры.
В 2003 году храм был принят в государственную собственность Свердловской области. В 2013 году депутаты Законодательного собрания Свердловской области приняли решение о передаче Храма на Крови в собственность Екатеринбургской епархии.

## Предыстория

### Прибытие Романовых в Екатеринбург

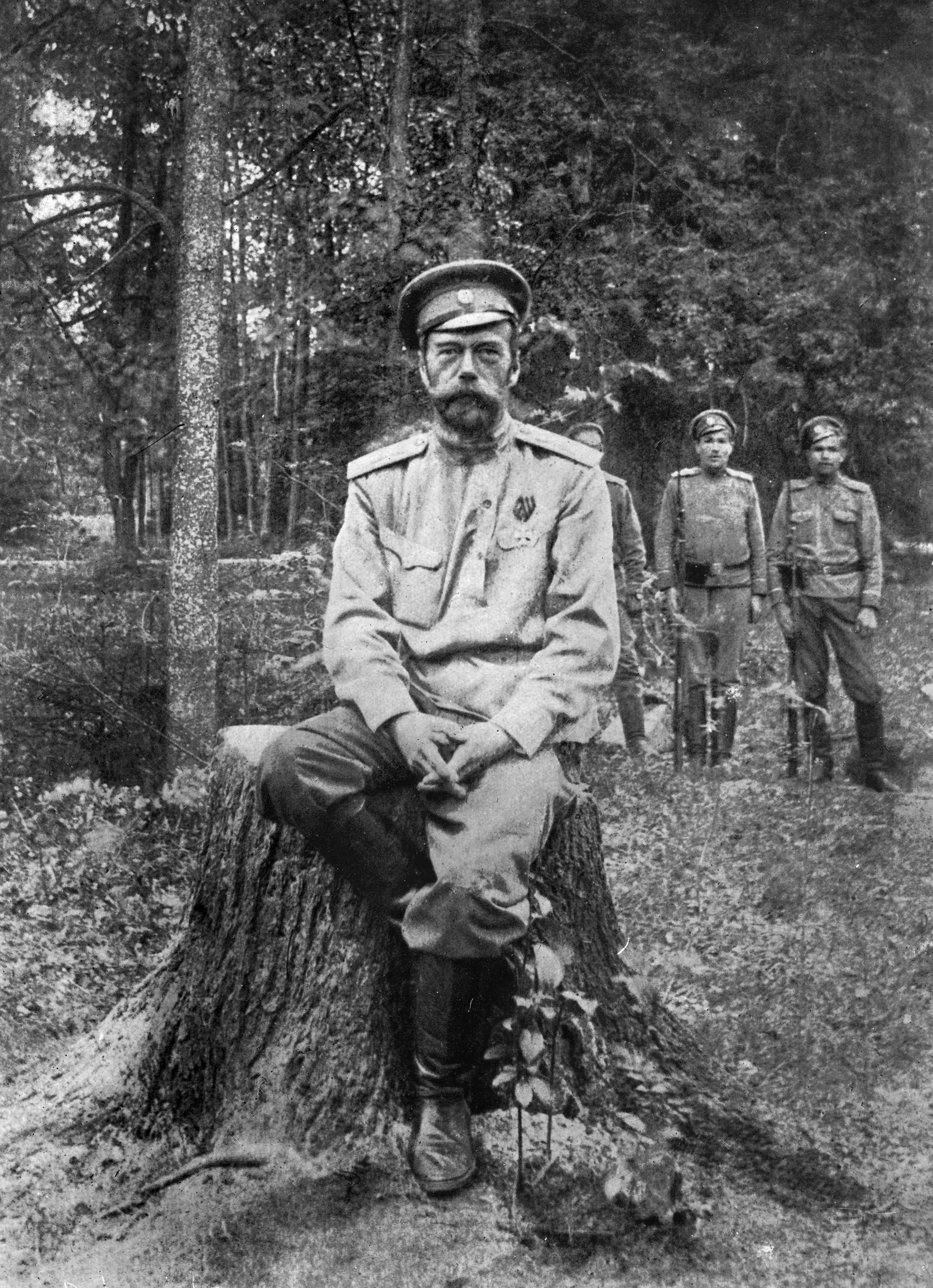
Николай II под арестом в Царском Селе (1917)

В 1917 году, после Февральской революции и отречения от престола, бывший российский император Николай II и его семья находились под домашним арестом в Александровском дворце Царского Села. После неудачной попытки Временного правительства договориться с Великобританией о высылке царской семьи в эту страну, в августе 1917 года, ввиду резкого усиления антиромановских настроений в Петрограде, правительство, опасаясь за жизни арестантов, решило перевести их вглубь России, в Тобольск. Им разрешили взять из дворца необходимую мебель и личные вещи, а также забрать с собой 45 человек прислуги и свиты, согласившихся сопровождать их к новому месту проживания. В Тобольске семья разместилась в доме местного губернатора.
После прихода к власти большевиков и начала гражданской войны Президиум ВЦИК 1 апреля 1918 года принял решение о переводе Романовых в Москву для проведения суда. Под давлением Уралсовета, до этого предпринимавшим самостоятельные попытки увезти царскую семью из Тобольска в Екатеринбург, 6 апреля пункт назначения поменяли на Екатеринбург. Для перевозки царской семьи 22 апреля в Тобольск из Москвы прибыл чрезвычайный комиссар Совнаркома и ВЦИК Василий Яковлев во главе вооружённого отряда в 150 человек, сообщивший арестованным о переводе, но отказавшись назвать пункт назначения. Николай II не хотел перевода, хотя и не чувствовал в нём никакой опасности. Он и Государыня решили, что их переводят в Москву, так как большевикам нужна подпись царя на Брестском мирном договоре. Императрица сказала Жильяру, что «они хотят заставить его подписать мир в Москве. Немцы требуют этого, зная, что только мир, подписанный царём, может иметь силу и ценность в России. Мой долг не допустить этого». В действительности же, большевикам подпись бывшего царя была не нужна, так как ратификация договора была проведена съездом Советов. 12 апреля наследник ушибся, что вследствие его гемофилии привело к серьёзным последствиям: обе его ноги распухли, он не мог ходить и в таком состоянии не мог никуда ехать. Путём угроз и уговоров комиссар Яковлев сумел убедить Николая II не откладывать отъезд. Государыне пришлось сделать тяжкий выбор между супругом и больным сыном, но она также последовала за царём. С собой они взяли одну дочь, Марию, а также гофмаршала князя Василия Долгорукова, лейб-медика Евгения Боткина, камердинера царя Терентия Чемодурова, комнатную девушку царицы Анну Демидову и детского лакея Ивана Седнёва. Остальные должны были выехать из Тобольска позже, когда цесаревичу станет легче, начнётся речная навигация и можно будет добраться до Тюмени пароходом.
Добравшись до Тюмени на лошадях по весенней распутице, вечером 27 апреля они сели в специальный поезд и выехали на запад. К этому времени руководство Уралсовета вынесло негласное решение о тайном уничтожении всех членов семьи Николая II во время их переезда в Екатеринбург. Уралсовет не смущала даже возможная гибель отряда кремлёвского комиссара Яковлева, в который входило более ста революционных солдат Комиссар Яковлев, узнав о засаде, сообщил об этом в Москву Получив разрешение Свердлова, он развернул поезд на восток и поехал в сторону Омска. Один из членов отряда Яковлева, екатеринбуржец Авдеев, сумел тайно уведомить об этом Уралсовет (за что впоследствии был назначен первым комендантом Ипатьевского дома). При подъезде к Омску поезд остановили и окружили местные красноармейцы, сообщившие, что Уралсовет объявил Яковлева вне закона за попытку «увести царя заграницу», о чём Екатеринбург известил Омск. Яковлеву удалось прорваться на отцепленном паровозе в Омск, где он связался со ВЦИКом. Свердлов сообщил, что Уралсовет гарантировал Москве безопасность царской семьи и дал Яковлеву указание ехать в Екатеринбург.

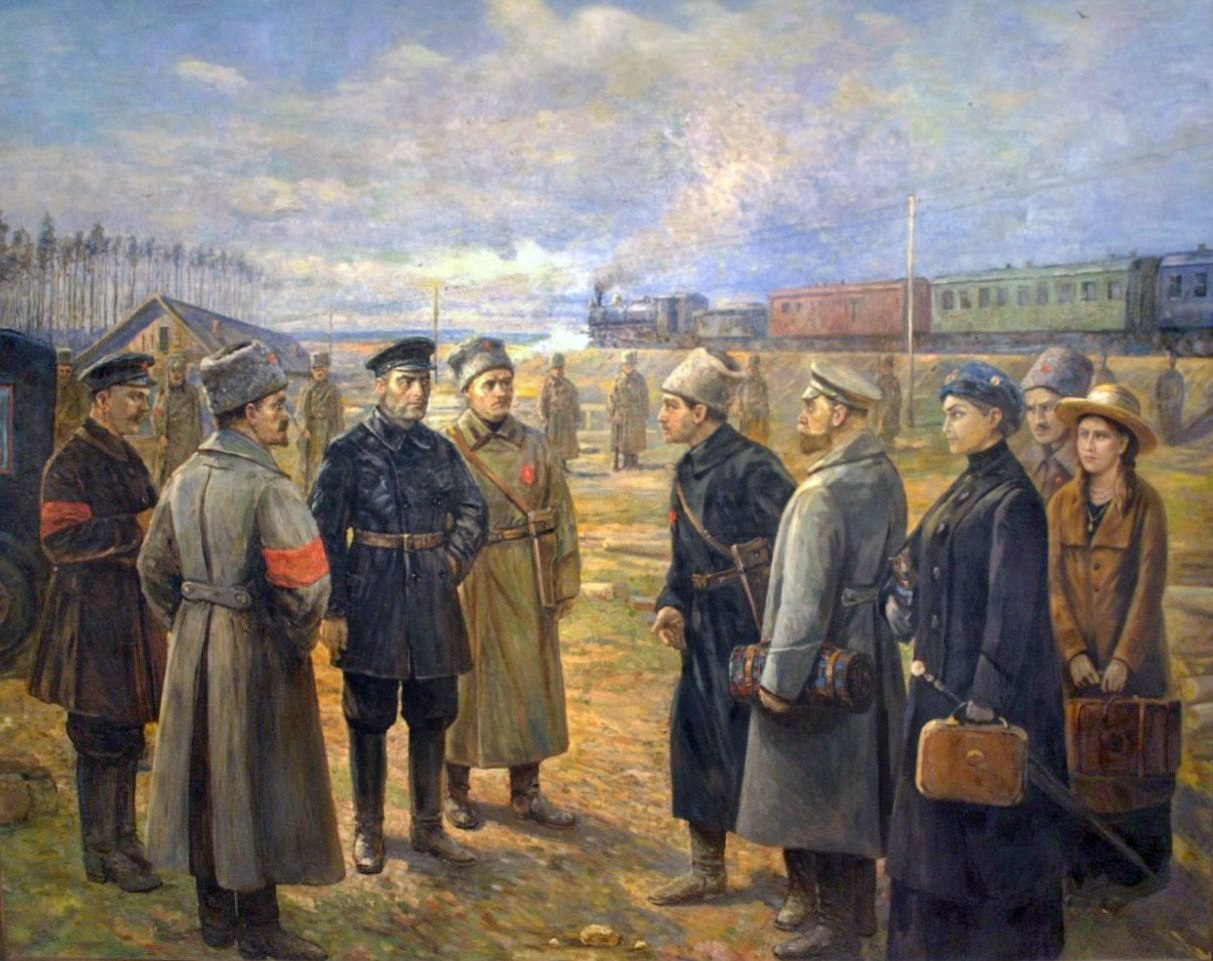
Передача семьи Романовых Уралсовету. Художник В. Н. Пчёлин. 1927 г.

30 апреля в 8:40 утра они прибыли в Екатеринбург. В городе уже подготовились к приезду Романовых. Для их размещения был реквизирован большой особняк инженера Николая Ипатьева, который обнесли высоким забором и выставили часовых. По прибытии поезда на станцию Екатеринбург I, его встречала большая и агрессивно настроенная толпа горожан, требовавшая предъявить ей Романовых и кричавшая: «Задушить их надо! Наконец-то они в наших руках!». Во главе толпы был комиссар вокзала, который заявил: «Яковлев! Выведи Романовых из вагона. Дай я ему в рожу плюну!». В течение трёх часов, что состав стоял на пятом пути станции, настроение толпы всё более возбуждалось и она постепенно приближалась к поезду всё ближе. Комиссару Яковлеву пришлось окружить поезд цепью своих охранников, дать команду выкатить пулемёты и приготовить их к бою. В итоге поезд решили отправить на другую станцию — Екатеринбург II, где и произошла передача арестованных членам Уралсовета, которые отвезли их на двух автомобилях, в сопровождении грузовика с охраной, в дом Ипатьева. Яковлеву дали расписку в том, что забрали у него царскую семью и он уехал в Москву.
Князя Долгорукова по прибытии в Екатеринбург арестовали и отправили в городскую тюрьму. При обыске у него обнаружили 80 000 рублей, что тогда было очень значительной суммой, два дуэльных пистолета в коробке и две карты Сибири с нанесёнными пометками, которые князь не мог пояснить. Долгорукова обвинили в подготовке побега царской семьи и 10 июля он был расстрелян в лесу под Екатеринбургом.
Остававшиеся в Тобольске члены царской семьи — великие княжны Ольга, Татьяна и Анастасия и цесаревич Алексей, а также 26 человек свиты и прислуги прибыли в Екатеринбург 23 мая. Из них в дом Ипатьева допустили лишь четырёх слуг — дядьку цесаревича Климентия Нагорного, лакея Алоизия Труппа, повара Ивана Харитонова и поварёнка Леонида Седнёва (племянника ранее прибывшего лакея Седнёва). Четверо придворных были арестованы сразу по прибытии в Екатеринбург: генерал-адъютант Илья Татищев, фрейлина графиня Анастасия Гендрикова, гофлектрисса Екатерина Шнейдер и камердинер императрицы Алексей Волков. Из этих четверых лишь один чудом спасся — Волкову удалось бежать из-под стражи, Татищев был расстрелян в Екатеринбурге 10 июля, а Гендрикова и Шнейдер были расстреляны в ночь на 4 сентября в Перми. Всем остальным приближённым царской семьи, в том числе воспитателю цесаревича Пьеру Жильяру, было приказано покинуть Пермскую губернию (к которой тогда относился Екатеринбург), что, фактически, спасло им жизнь. Также удалось уцелеть и камердинеру царя Чемодурову, прибывшему в дом Ипатьева ранее, вместе с бывшим Государем, — он заболел и 24 мая его поместили в городскую тюремную больницу, откуда он был освобождён 25 июля занявшими Екатеринбург чехословацкими войсками. Лишь доктору Владимиру Деревенко было разрешено остаться в Екатеринбурге в качестве частного лица, чтобы навещать и осматривать Алексея в доме Ипатьева.
28 мая дядька наследника Нагорный и лакей Седнёв, которые являлись моряками-балтийцами с императорской яхты «Штандарт», были арестованы и отправлены из дома Ипатьева в городскую тюрьму, а через месяц — расстреляны «за предательство дела революции» — как было указано в постановлении об их казни, причём остальным обитателям дома Ипатьева об их смерти не сообщили.

### Дом Ипатьева

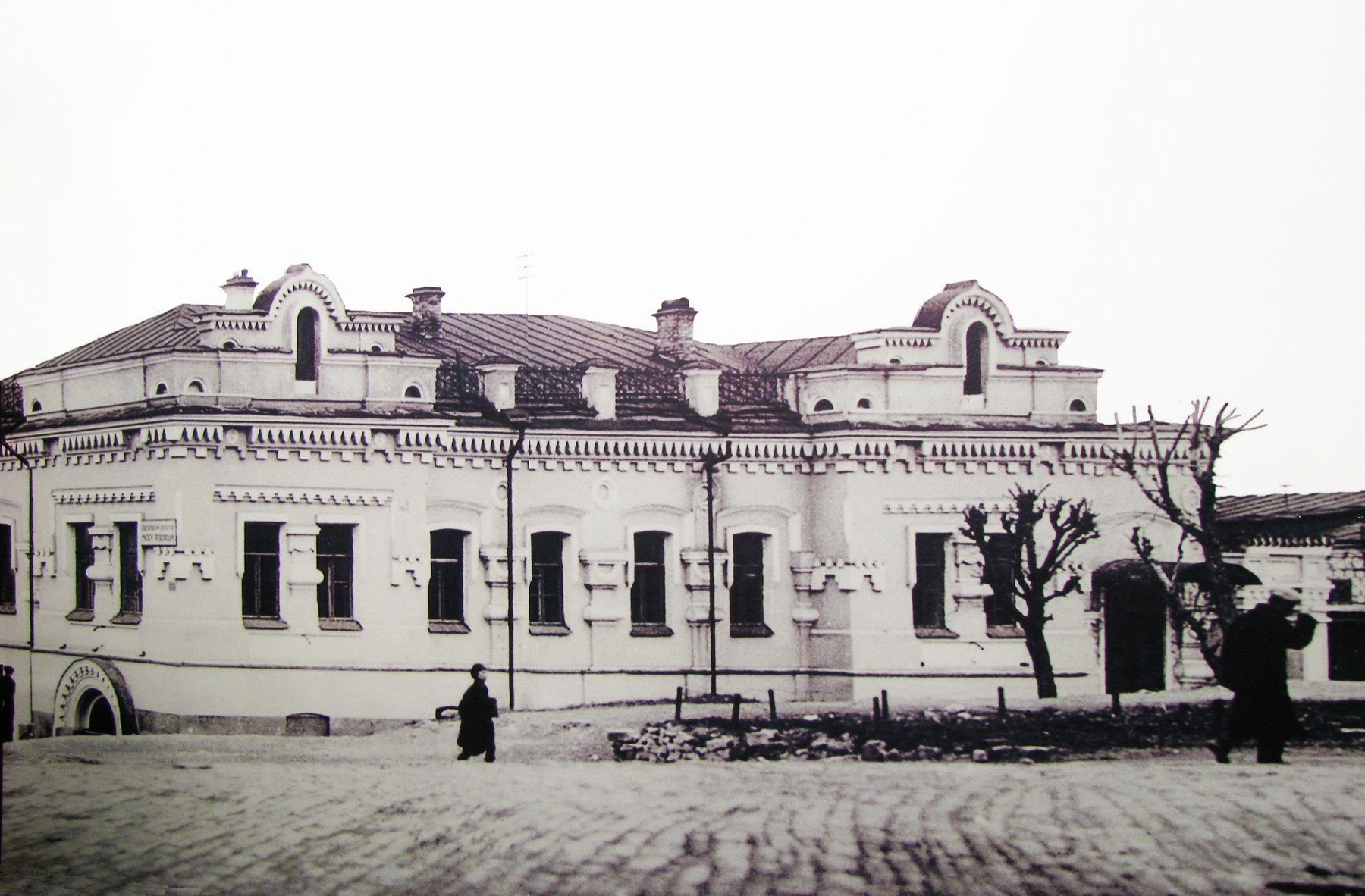
Дом Ипатьева без забора (конец 1920-х)

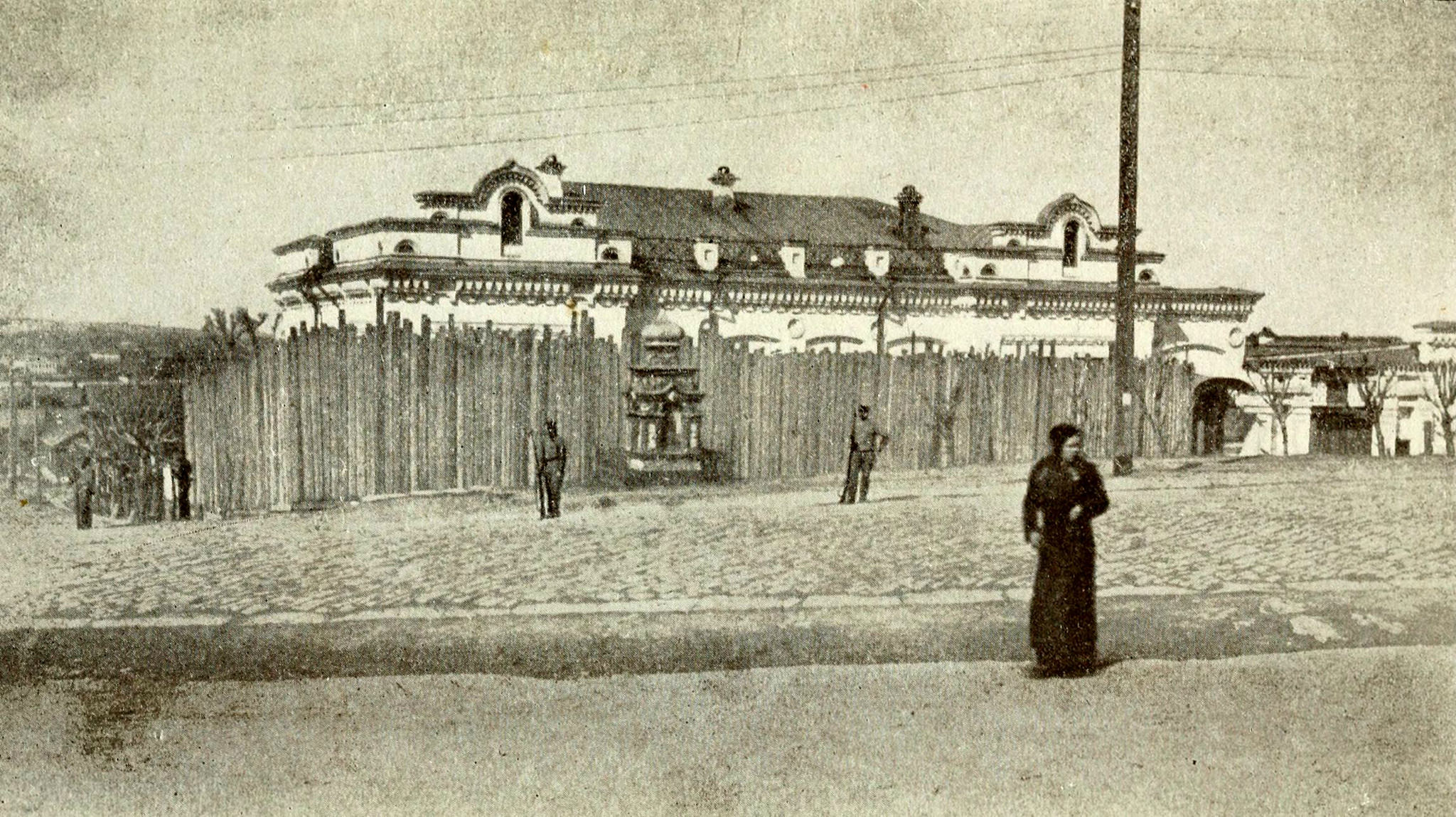
Внутренний забор, закрывавший дом во время заключения царской семьи, — внешний забор уже разобран (август 1918)

Построенный в 1877—78 годах горным чиновником статским советником Иваном Редикорцевым, этот дом представлял собой каменный двухэтажный особняк на Вознесенской горке, недалеко от центра Екатеринбурга, на углу Вознесенского проспекта и Вознесенского переулка, под номером 49/9. Дом был достаточно большим (31х18 м) и очень удобным, в нём установили автономный водопровод и канализацию (городской водопровод появился в Екатеринбурге только в 1925 году), а также провели к нему электричество и, в 1914 году, телефонизировали. Внутренние помещения были богато украшены чугунным литьём, лепниной, а потолки — художественной росписью.
В 1898 году влезший в долги Редикорцев был вынужден продать особняк золотопромышленнику Ивану Шаравьеву. А в 1908 году дом приобрёл инженер-строитель Николай Ипатьев, который с семьёй стал проживать на верхнем этаже, а на нижнем расположил свою контору подрядных работ по строительству железных дорог.
27 апреля 1918 года Ипатьеву сообщили, что его особняк будет временно реквизирован Уралсоветом и предложили в двухдневный срок освободить дом. Его личные вещи были заперты в кладовой. Дом окружили двойным забором, по высоте превосходившим окна второго этажа; внутри разместили два поста охраны, снаружи — восемь, из них четыре — пулемётные и таким образом, дом был полностью подготовлен к приёму царской семьи. Ему дали название «Дом особого назначения (ДОН)».
Сам Николай II заметил в своём дневнике, что «дом хороший, чистый». Царской семье и прислуге было предоставлено восемь комнат на втором этаже дома: в угловой спальне проживала царская чета и цесаревич, в комнате рядом — великие княжны, в соседней — горничная Демидова. В зале и гостиной ночевал лейб-медик Боткин, а в проходной комнате — повар, поварёнок и лакей. Ещё две комнаты были кухней и столовой. Внутренняя охрана из 19 человек проживала в двух комнатах на втором этаже дома Ипатьева, а наружная, 56 человек, — в трёх комнатах на первом этаже.
Дом охраняли красноармейцы, набранные из рабочих. Внутренняя охрана состояла из рабочих екатеринбургской фабрики братьев Злоказовых. Комендантом дома назначили слесаря Александра Авдеева, а его помощником — слесаря Александра Мошкина. В наружную охрану набрали рабочих Сысертского завода и злоказовской фабрики. Ими командовал начальник караула рабочий Павел Медведев. Из 75 охранников Ипатьевского дома трое были поляками, все остальные — русские. Охранники были вооружены в основном винтовками, некоторые — револьверами, также имелось множество гранат.
Всего, до своего расстрела, пленники провели в этом доме 78 дней (те, кого привезли из Тобольска во второй партии — 55 дней).

Интерьер дома Ипатьева (август 1918)
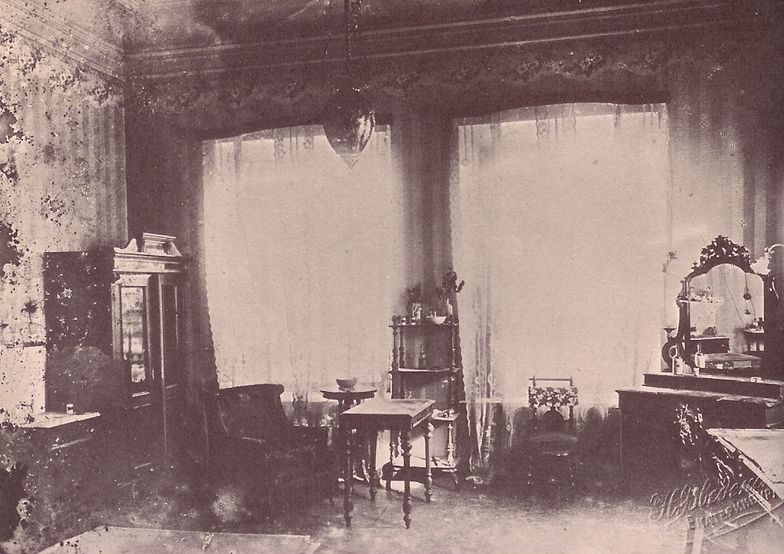
Комната царской четы и наследника
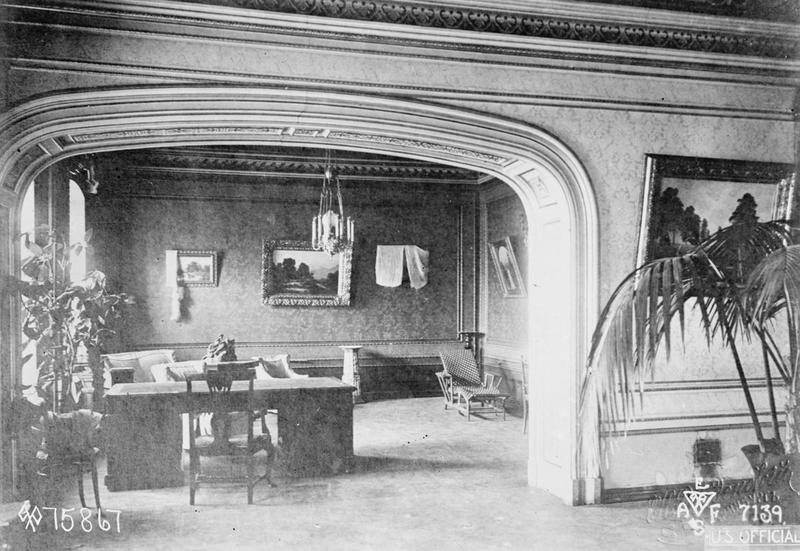
Зал и гостиная
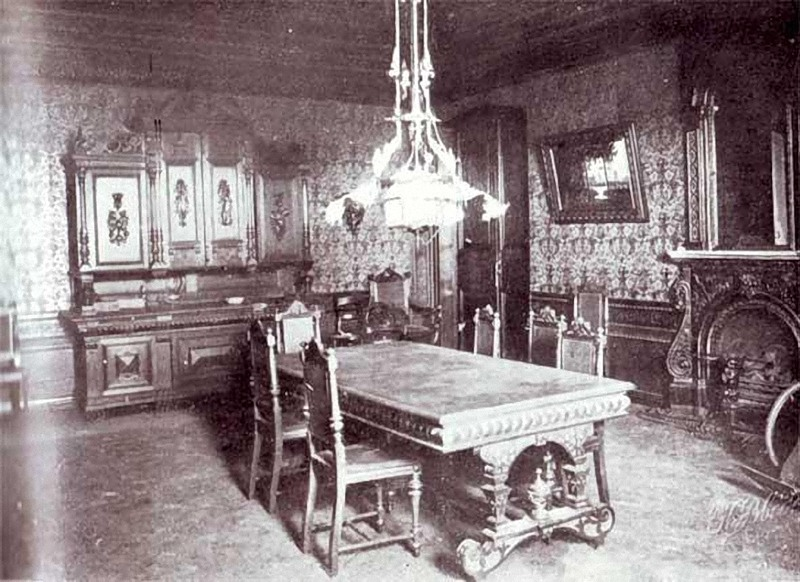
Столовая

### Последние дни Романовых
В Екатеринбурге положение царской семьи оказалось значительно хуже, чем в Тобольске. Государыня жаловалась в письмах, что ей приходится есть за одним столом с прислугой, а так как повар приехал только со второй партией арестантов, 23 мая, всё это время их кормили обедами из советской столовой. Она также была возмущена тем, что по прибытии в Екатеринбург её вещи тщательно обыскали, чего не случалось ранее, и посоветовала в письме дочерям тщательно спрятать все царские драгоценности, перед тем как везти их из Тобольска.
По воспоминаниям Чемодурова, «поведение и вид караульных были совершенно непристойны: грубые, распоясанные, с папиросами в зубах, с наглыми ухмылками и манерами, они возбуждали ужас и отвращение». По вечерам охранники заставляли великих княжон играть на пианино. По показаниям охранника Якимова, комендант Авдеев был «пьяница, грубый и неразвитой <…> Он, как только попал в дом Ипатьева, так начал таскать туда своих приближённых рабочих… Все эти люди бражничали в доме Ипатьева, пьянствовали и воровали царские вещи».
C 17 июня 1918 года арестованным разрешили получать от монахинь Ново-Тихвинского монастыря в Екатеринбурге свежие продукты, которые им доставлял доктор Деревенко. Через несколько дней царская семья обнаружила в пробке одной из бутылок со сливками записку на французском языке, подписанную «Офицер Русской армии». В этой записке «офицер» сообщал им, что преданные царской семье люди готовят их освобождение и просил прислать в ответном сообщении схему комнат, в которых они проживают. В дневнике Николая II даже появляется запись от 27 июня, гласящая: «На днях мы получили два письма, одно за другим, [в которых] нам сообщали, чтобы мы приготовились быть похищенными какими-то преданными людьми!». Романовы ответили на оба письма. В третьем письме, полученном 26 июня, «русский офицер» просил быть начеку и ждать сигнала. В ночь на 27 июня царская семья так и не легла спать, «бодрствовали одетые», как написал Николай в дневнике, «ожидание и неуверенность были очень мучительны». 28 июня царская семья отправляет письмо, в котором сообщает, что «Мы не хотим и не можем БЕЖАТЬ. Мы только можем быть похищены силой <…> У коменданта много помощников, они часто сменяются и стали тревожны. Они бдительно охраняют нашу тюрьму <…> Собирайте информацию о них сами. Спуститься из окна без помощи лестницы совершенно невозможно. Но даже если мы спустимся, остаётся огромная опасность, потому что окно комнаты коменданта открыто и на нижнем этаже, вход в который ведёт со двора, установлен пулемёт <…> Если вы за нами наблюдаете, вы всегда можете попытаться спасти нас в случае неминуемой и реальной опасности.» Всего исследователям известно о четырёх письмах «русского офицера» и ответах Романовых на них. Вся переписка велась на французском языке.
Долгое время было неизвестно, кто был этим «русским офицером». Однако в рассекреченных в 1989—1992 годах воспоминаниях участников событий было обнаружено признание чекиста Михаила Медведева о том, что переписка являлась провокацией, организованной Уралсоветом с целью проверить готовность царской семьи бежать. После того как Романовы, по словам Медведева, две или три ночи провели одетыми, такая готовность стала для них очевидной. Автором писем «русского офицера» являлся большевик Пётр Войков, который до революции десять лет прожил в Швейцарии.

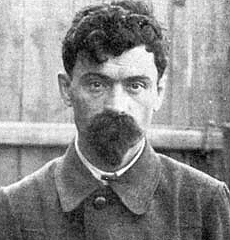
Комендант Ипатьевского дома Янкель Юровский (1918)

Для усиления охраны 4 июля комендантом Дома особого назначения был назначен чекист Яков Юровский, сменивший на этом посту слесаря Авдеева. Юровский начал жёстко наводить порядок в охране Ипатьевского дома. Он изгнал всю бывшую внутреннюю охрану, заменив их чекистами, а помощника коменданта Мошкина даже посадил в тюрьму за воровство у царской семьи. В результате ужесточения режима положение царской семьи несколько улучшилось, о чём писал в своём дневнике Николай II. Им больше не приходилось страдать из-за грубых выходок охраны, прекратилось воровство их вещей и даже улучшилось питание, так как все продукты из монастыря теперь стали попадать к ним на стол. Юровский сделал опись имевшихся у арестованных драгоценностей (кроме тех, которые женщины тайно зашили в нижнее бельё), поместил их в опечатанный ящик, и вернул царской семье на хранение. Внутреннюю охрану, кроме коменданта, переселили с верхнего этажа, где находилась царская семья, на нижний — в комнаты, ранее занимаемые внешней охраной. А всю внешнюю охрану, 56 человек, выселили из дома вообще и разместили в соседнем дома Попова.

Военный комиссар Уралсовета Шая Голощёкин (1930-е)

В начале июля областной военный комиссар Шая Голощёкин по поручению Уралсовета выехал в Москву, где с 4 по 10 июля провёл ряд встреч, пытаясь убедить руководство большевиков в необходимости немедленного расстрела Николая II без суда, ссылаясь на сложность военной обстановки в районе Екатеринбурга и возможность захвата царской семьи белогвардейцами (положение действительно было серьёзным и Екатеринбург был захвачен через восемь дней после расстрела царской семьи). Получив от Ленина отказ и совет перевезти царя с семьёй в Москву, 14 июля он вернулся в Екатеринбург. Этим же вечером, по мнению историков, решение об уничтожении царской семьи было принято узким кругом членов исполкома Уралсовета.
Накануне расстрела царской семьи, 16 июля, поварёнка Седнёва Юровский отправил из дома Ипатьева, под предлогом встречи с дядей, к тому моменту уже расстрелянным. Подростка разместили у караульных в доме Попова. Это событие упоминается в последней дневниковой записи Александры Фёдоровны: «…Внезапно прислали за Лёнькой Седнёвым, чтобы он пошёл и попроведовал своего дядю, и он поспешно убежал…».

### Расстрел царской семьи
17 июля 1918 года, в 1:30 ночи, с опозданием на полтора часа, к дому Ипатьева прибыл грузовик для перевозки трупов. После этого был разбужен доктор Боткин, которого попросили разбудить остальных арестантов и сообщить о необходимости всем перейти вниз в связи с тревожной ситуацией в городе. Арестантов не торопили и они спокойно оделись и умылись, на сборы ушло примерно 30—40 минут.

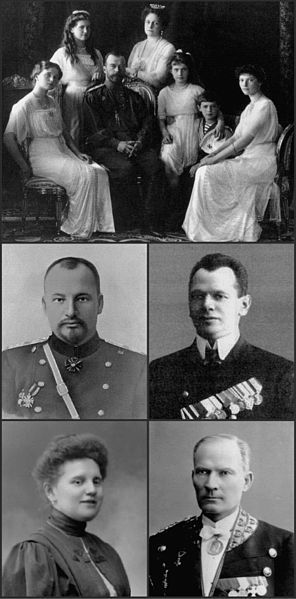
Расстрелянные в доме Ипатьева.
1 ряд: царская семья, фото 1913 г. (слева направо: Ольга, Мария, Николай II, Александра Фёдоровна, Анастасия, Алексей и Татьяна)
2 ряд: лейб-медик Евгений Боткин, повар Иван Харитонов
3 ряд: горничная Анна Демидова, лакей Алоизий Трупп

Потом семеро членов семьи: Николай II, Александра Фёдоровна, Ольга, Татьяна, Мария, Анастасия и Алексей, а также лейб-медик Боткин, горничная Демидова, лакей Трупп и повар Харитонов были отведены вниз, в полуподвальную комнату. Алексея, у которого болела нога, Николай II нёс на руках. В небольшой (5,3 х 4,4 м) и заранее освобождённой от мебели комнате, куда их привели, было единственное зарешеченное окно и единственный выход, так как запертая дверь в задней стене комнаты вела в глухую кладовку. Александра Фёдоровна пожаловалась, что в комнате не оказалось ни одного стула. Когда охранники принесли два стула, Николай посадил Алексея на один, а на второй села Александра Фёдоровна. Остальным арестантам комендант Юровский приказал встать за ними, вдоль стены. Несколько охранников зашли в комнату и встали у противоположной стены, заслонив собой единственный вход в комнату. Во дворе дома завели мотор грузовика, чтобы в округе не было слышно звука выстрелов.
Юровский кратко сообщил арестантам, что их сейчас расстреляют. По воспоминаниям охранника Никулина, Юровский сказал: «Ваши друзья наступают на Екатеринбург, и поэтому вы приговорены к смерти». Сам Юровский в воспоминаниях описал эту сцену так: «…я тут же, насколько помню, сказал Николаю примерно следующее, что его царственные родственники и близкие как в стране, так и за границей, пытались его освободить, а что Совет рабочих депутатов постановил их расстрелять». Слова Юровского оказались полной неожиданностью для всех арестантов. Николай II воскликнул «Что? Что?» и обернулся к семье. В этот момент началась стрельба.

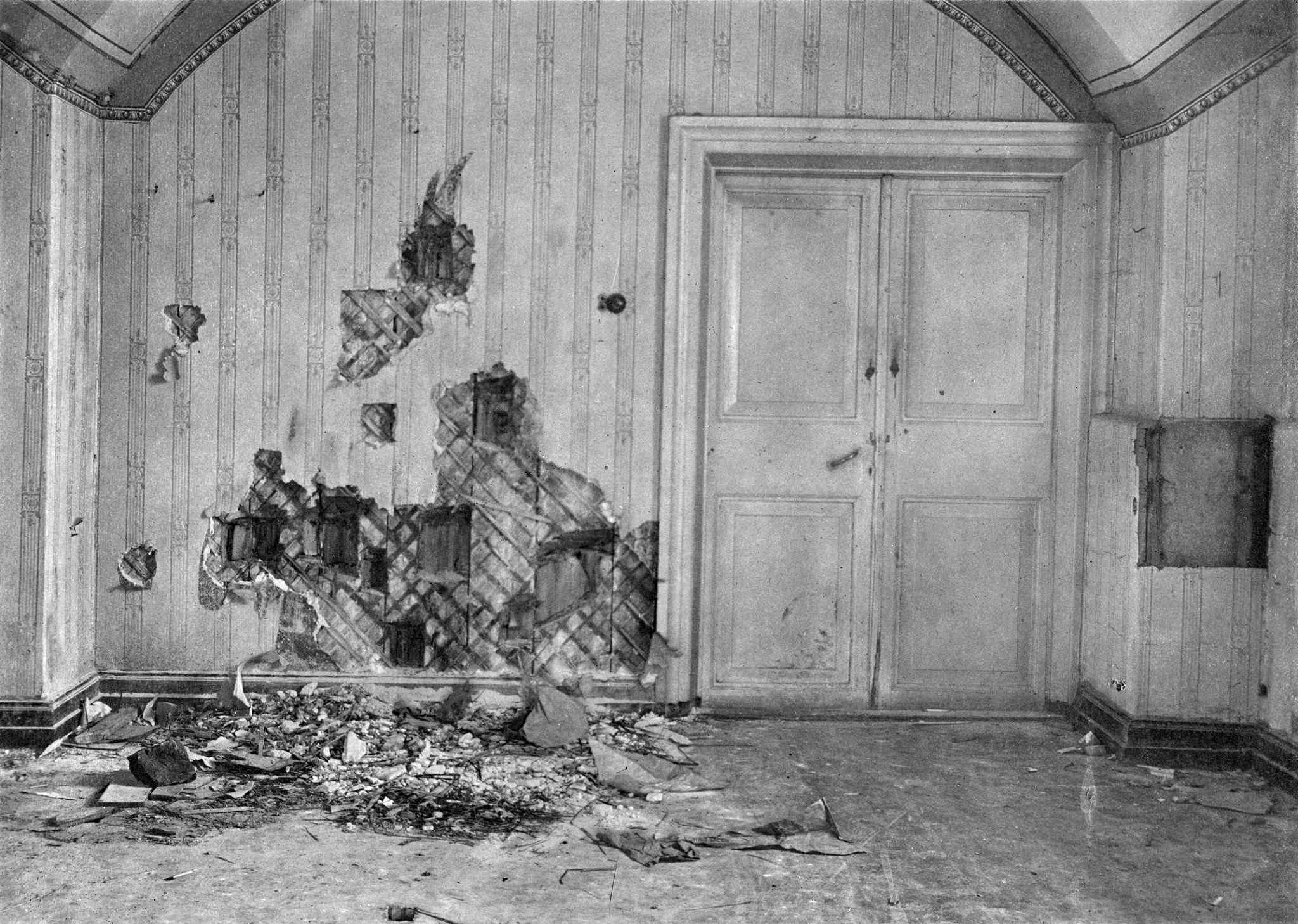
Комната, в которой расстреляли царскую семью (1918-19)

Царь, как и Александра Фёдоровна, получил множество ранений и умер почти мгновенно. Однако некоторые из приговорённых ещё долго оставались живы. Так, никто не стал стрелять в цесаревича и подросток лежал на полу, оглушённый происходившим, но невредимый. Юровский подошёл к Алексею и выстрелил ему в голову. Также остались живы некоторые великие княжны, включая Анастасию, — пули, попадая в корсеты их платьев, отскакивали рикошетом. Их попытались заколоть, но даже это оказалось трудно. Как позже выяснилось, перед отъездом из Тобольска великие княжны, с помощью служанок, вшили в своё нижнее бельё те брильянты, которые были у царской семьи, чтобы скрыть их от охранников. Эти корсеты с брильянтами при казни сработали в качестве бронежилетов. Наконец, горничная Демидова также осталась жива, так как прикрывалась подушкой, в которую тоже оказались зашиты драгоценности. Когда у расстрельной команды закончились патроны и выстрелы стихли, Демидова встала в углу комнаты и закричала: «Слава Богу! Меня Бог спас!». Тогда Ермаков схватил винтовку и начал тыкать женщину штыком, пока она не умерла.
Когда трупы были погружены на грузовик, Юровский поручил начальнику караула Медведеву организовать уборку помещений и замыть следы крови в расстрельной комнате, а сам уехал вместе с Ермаковым на заброшенный Четверобратский рудник — урочище Ганина Яма — для захоронения трупов. Там их уже ждали отобранные Ермаковым люди, заранее оцепившие район рудника, и запретившие местным крестьянам выходить из деревни в этот район. Трупы раздели догола и начали сжигать одежду в кострах. При этом обнаружились драгоценности, зашитые в нижнее бельё императрицы и великих княжон. Некоторые охранники попытались присвоить их себе и Юровскому пришлось жёстко, угрожая расстрелом, пресечь попытки воровства. Обнажённые трупы сбросили в шахту и забросали её гранатами, рассчитывая на то, что ствол шахты обвалится и захоронит останки. Однако стенки шахты не обвалились и вода в ней едва покрывала тела. Понимая, что трупы будет легко обнаружить, к тому же и местные крестьяне уже знали о том, что на руднике что-то произошло, Юровский принял решение перезахоронить трупы в другом месте.

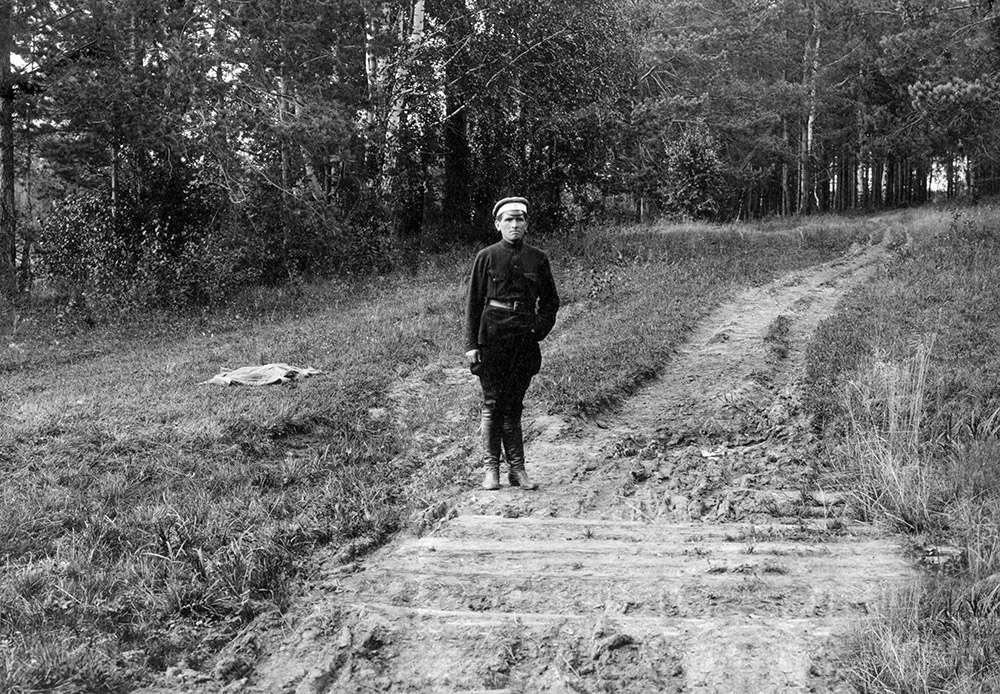
Пётр Ермаков на месте захоронения царской семьи в Поросёнковом логу (1920-е)

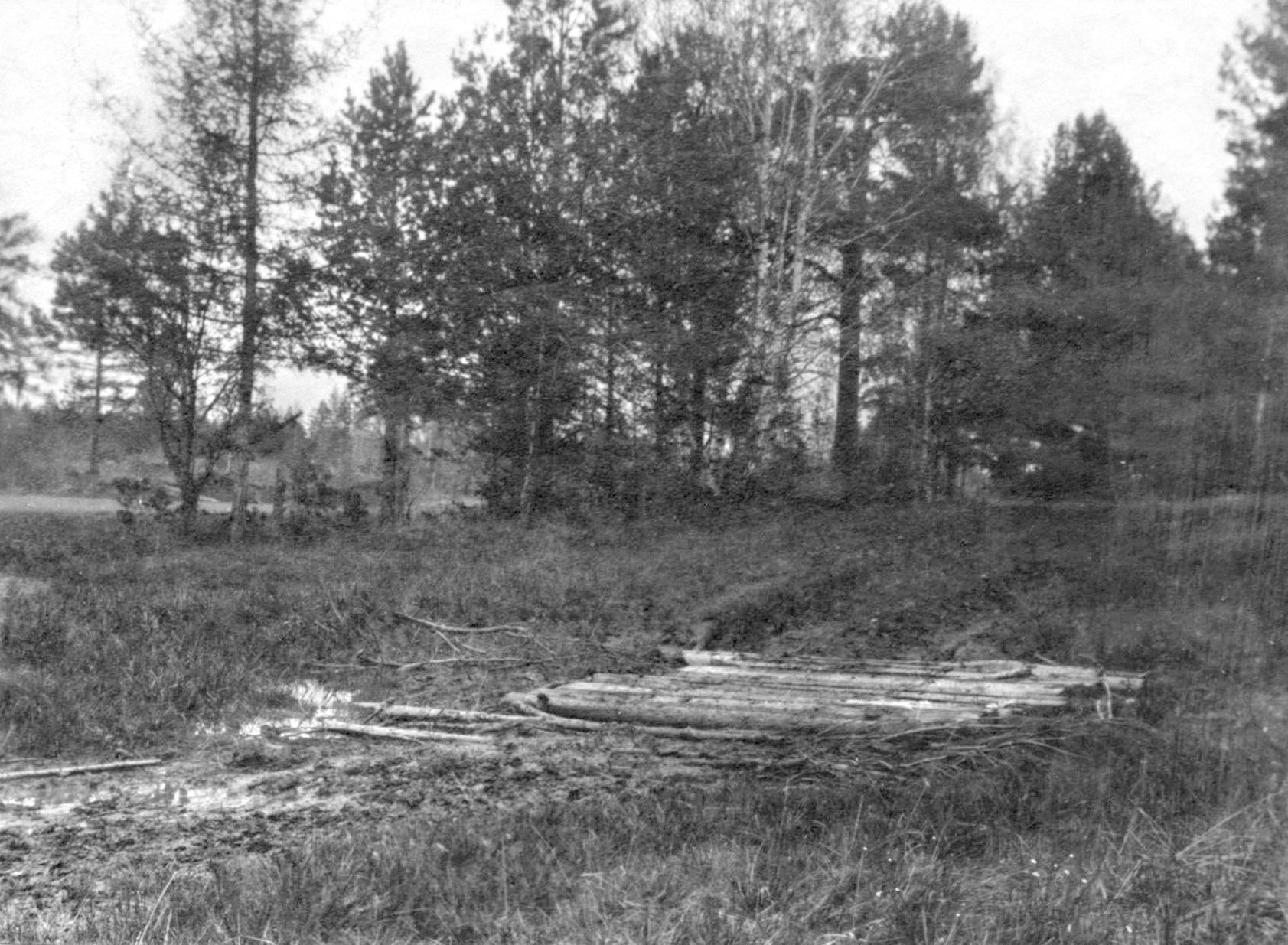
То же место на фото из архива белогвардейского следствия об убийстве царской семьи (1919)

Вечером 18 июля Юровский с несколькими чекистами и красноармейцами вернулся на Ганину Яму, достал трупы из шахты и повёз их на грузовике по Старой Коптяковской дороге на другое место, где находились гораздо более глубокие шахты. Около полпятого утра, когда грузовик проезжал через трясину в Поросёнковом логу, в 7,5 километрах от Ганиной Ямы, машина застряла. Убедившись, что посторонних рядом нет, Юровский приказал уничтожить трупы прямо на этом месте. Сначала попытались уничтожить два тела — цесаревича и одно из женских — тщательно обработав их серной кислотой и сжигая на костре недалеко от дороги. Эти два тела были сожжены и захоронены там же, под кострищем, но дело продвигалось слишком медленно, без достаточного количества горючего материала тела горели долго, а приближалось утро. Тогда Юровский приказал остальные трупы закопать в трясину прямо посреди дороги, а сверху сделать настил из старых шпал, которые притащили с железнодорожного переезда неподалёку.
Опасения Юровского по поводу Ганиной Ямы позже оказались оправданными. Когда Екатеринбург заняли белогвардейцы, некоторые крестьяне сообщили им об оцеплении рудника и о найденных там кострищах с обгоревшими остатками одежды. Уже 30 июля белые осмотрели шахты на Ганиной Яме. Найдя только кострища со сгоревшей одеждой и крест, принадлежавший императрице, они решили, что трупы были полностью уничтожены на этом руднике серной кислотой и огнём. При осмотре окрестностей белое следствие обнаружило и мостки из старых шпал на трясине в Поросёнковом логу и даже сфотографировали их, но они не догадались, что мостки скрывают истинное место захоронения царских останков.

### Дальнейшая судьба дома
22 июля 1918 года в «Уральском рабочем» было опубликовано сообщение о расстреле Николая II, из которого местная общественность впервые узнала о казни. Про остальных членов царской семьи было сказано, что они были перевезены в более безопасное место. В тот же день Ипатьеву возвратили ключи от его дома и сообщили, что теперь он вновь становится полноправным хозяином особняка.
Через восемь дней после расстрела царской семьи, 25 июля, Екатеринбург заняли легионеры Чехословацкого корпуса. Ипатьев, решившись эмигрировать, продал особняк представителям Белой армии, после чего домом распоряжались военные (в том числе в нём располагался штаб Сибирской армии генерала Радолы Гайды) и представители Российского правительства.
15 июля 1919 года в Екатеринбург вновь вернулась советская власть — город был взят 28-й красноармейской дивизией. В этом же году Вознесенская площадь напротив дома Ипатьева была переименована в площадь Народной мести. До 1921 года в доме Ипатьева располагался вначале армейский штаб, затем штаб Трудовой армии, а после окончания Гражданской войны, начиная с 1922 года — общежитие студентов Уральского госуниверситета и квартиры советских служащих. В 1927 году здание отдали Истпарту, который разместил там основной фонд Областного партийного архива. В этом же году, к 10-летию советской власти, в доме также был открыт Уральский областной музей революции. Музей просуществовал до 1936 года. Основным экспонатом музея стала расстрельная комната в полуподвале, где была восстановлена стена со следами пуль (настоящая была разобрана во время следствия Соколова, а фрагменты её, как и доски пола со следами расстрела, увезены при отступлении белыми войсками).

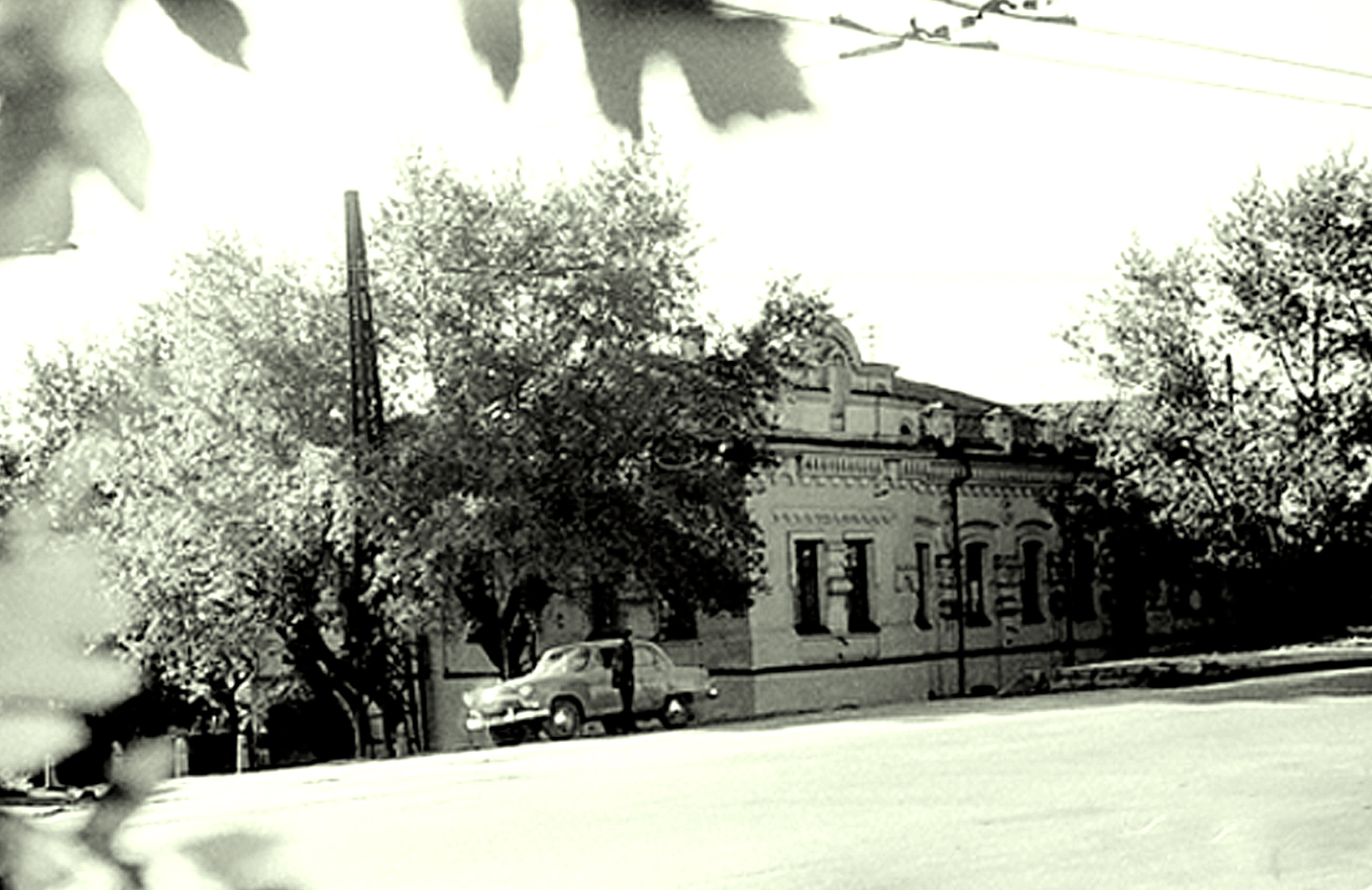
Дом Ипатьева в послевоенные годы (1950-е)

В 1938 году в доме Ипатьева был открыт Свердловский областной антирелигиозный музей. После начала Великой Отечественной войны, в 1941 году, в здании была размещена часть эвакуированных коллекций Эрмитажа. После войны в доме Ипатьева некоторое время экспонировалась выставка образцов советского и трофейного немецкого оружия. В период с 1946 по 1971 год здание занимал Областной партийный архив, а затем оно было отдано учётному центру областного управления культуры. Часть помещений занимало управление «Союзпечать». В 1974 году дом Ипатьева, по ходатайству Свердловского отделения Всероссийского общества охраны памятников истории и культуры, был поставлен на охрану, как историко-революционный памятник всероссийского значения.
В первой половине 1970-х годов, в дни годовщины гибели царской семьи, некие люди, приближаясь к дому Ипатьева, крестились и ставили свечки. Местные агенты Комитета госбезопасности докладывали своему руководству в Москву об этом «болезненном интересе» и «антисоветских демонстрациях». В результате 26 июля 1975 года из КГБ в ЦК КПСС ушла секретная записка № 2004-А «О сносе особняка Ипатьева в городе Свердловске» за подписью председателя КГБ Юрия Андропова. 30 июля Политбюро рассмотрело данную записку, единогласно проголосовав «за», а 4 августа 1975 года появилось Постановление ЦК КПСС № П185.34: «Совершенно секретно. <…> Поручить Свердловскому обкому КПСС решить вопрос о сносе особняка Ипатьева в порядке плановой реконструкции города».
Руководителем Свердловского обкома КПСС в то время был Яков Рябов, который не стал торопиться исполнять постановление Политбюро, так как плана реконструкции данного квартала не существовало. Через год с небольшим, в ноябре 1976 года, Рябов ушёл на повышение в Москву, став секретарём ЦК КПСС. На его место был назначен Борис Ельцин, который в преддверии 60-й годовщины Октябрьской революции выполнил указание Политбюро по сносу дома Ипатьева. Вот как Ельцин сам написал об этом в своей книге «Президентский марафон» (2000):

... в середине 70-х, я воспринял это решение достаточно спокойно. Просто как хозяин города. Лишних скандалов тоже не хотел. <...> Не выполнить постановление Политбюро? Я, как первый секретарь обкома, даже представить себе этого не мог. Но если бы даже и ослушался — остался бы без работы. Не говоря уж про всё остальное. А новый первый секретарь обкома, который бы пришёл на освободившееся место, всё равно выполнил бы приказ.
В своих воспоминаниях «Исповедь на заданную тему» (1989) Ельцин так описал обстоятельства сноса: «… получаю секретный пакет из Москвы. Читаю и глазам своим не верю: закрытое постановление Политбюро о сносе дома Ипатьевых в Свердловске. <…> Не подчиниться секретному постановлению Политбюро было невозможно. И через несколько дней ночью, к дому Ипатьевых подъехала техника, к утру от здания ничего не осталось». Данное описание содержит некоторые фактологические неточности: постановление Политбюро было принято за два года до разрушения дома Ипатьева (4 августа 1975 года), а процесс сноса занял трое суток (15-17 сентября 1977 года) и проходил в дневное время.
Здание было снесено под предлогом реконструкции квартала, но так как плана реконструкции не существовало, на месте здания остался пустырь. После сноса дома Ипатьева сохранились лишь столетние тополя в саду дома, под которыми Романовы гуляли во время прогулок, и плиты фундамента дома, скрытые землёй. Тополя выкорчевали позже, при строительстве Храма на Крови. Тогда же, при рытье котлована для храма, выкопали плиты фундамента дома и вывезли их на свалку.

## История строительства

### Обретение земли
С началом перестройки в стране в обществе появился интерес к судьбе последнего императора и обстоятельствам гибели царской семьи и слуг. На место снесённого дома Ипатьева люди начали приносить цветы, ставить свечи. Первое открытое моление православных верующих на месте дома Ипатьева состоялось 16 июля 1989 года.
18 августа 1990 года певец Анатолий Гомзиков на месте дома Ипатьева установил первый деревянный крест. Спустя две недели он был спилен неизвестными. Был установлен второй деревянный крест, который тоже был сломан. 5 октября 1990 года был установлен металлический крест. По свидетельствам верующих, «погода в тот день была пасмурная, шёл мокрый снег, но вокруг Креста, в радиусе нескольких десятков метров снег не падал, а светило яркое солнце. Облака вращались строго по часовой стрелке, образуя на небосклоне своего рода воронку. Это дивное знамение длилось около 20—30 минут».
Русская зарубежная церковь (канонизировавшая Романовых ещё в 1980 году) в лице епископа Германского и Великобританского Марка, первой обратилась к городским властям с просьбой передать им земельный участок, на котором был расположен дом Ипатьева. Но им было отказано. Позже на земельный участок претендовали некоторые крупные коммерческие структуры города (Европейско-Азиатская компания, Интерурал, Технезис), но также не смогли добиться разрешения. Все они планировали построить на месте расстрела царской семьи большой паломнический центр с храмом, гостиницей для паломников, мастерской по изготовлению сувениров и церковной утвари и т. д., на что городские власти были несогласны.
В конце концов, городские власти решили отдать спорный земельный участок местной православной епархии, для установки на этом месте «памятного символа». 10 октября 1990 года было принято решение Свердловского горисполкома № 388-а: «В связи с многочисленными просьбами жителей города и общественных организаций по установлению памятного символа на месте расстрела царской семьи и, в соответствии с решением Президиума городского совета от 20.09.90 г. „Об отводе земельного участка бывшего дома инженера Ипатьева Свердловскому Епархиальному управлению Русской православной церкви“, исполком городского Совета народных депутатов решил: 1. Отвести Свердловскому Епархиальному управлению Русской православной церкви в бессрочное пользование земельный участок площадью 0,30 га за счёт земель горземзапаса и разрешить установить на месте бывшего дома инженера Ипатьева по ул К.Либкнехта памятный символ».
Во второй половине октября 1990 года архиепископ Свердловский и Верхотурский Мелхиседек совершил чин освящения стоявшего на месте расстрела царской семьи креста. Первоначально владыка не разрешал служить у креста молебны, так как на этом месте часто проходили шумные политические митинги и манифестации местных монархистов и оппозиционеров, но 17 июля 1991 года он сам отслужил на скорбном месте панихиду по невинно убиенным.

### Первый проект храма
В конце 1990 года был объявлен открытый конкурс на разработку эскиз-идеи храма-памятника на месте бывшего дома Ипатьева и застройки прилегающей территории. Предполагалось завершить конкурс к июльским дням памяти царской семьи, но впоследствии задачи конкурса усложнили, его решили сделать международным и провести под патронажем Свердловского горсовета, Московской патриархии и Союза архитекторов РСФСР. Срок объявления результатов был установлен на 15 декабря 1991 года, потом передвинут на 15 марта 1992 года, и наконец определён на 25 июня 1992 года. В состав жюри вошли известные екатеринбургские архитекторы, историки, священнослужители, деятели культуры, а также специалисты из Москвы. Председателем жюри стал представитель Московской патриархии — епископ Подольский Виктор.
В городском Музее изобразительных искусств была проведена выставка проектов. Было представлено 18 проектов, из них 6, как наиболее отвечавших условиям, получили оценки. Первую премию не присудили никому, две вторых достались проекту А. В. Долгова (Екатеринбург) и Ю. Г. Алонова (Москва), три третьих — проектам К. В. Ефремова (Курган), М. В. Седовой (Екатеринбург) и совместному проекту И. А. Соколовой / Н. Б. Бессоновой / Н. В. Козиной / Н. Е. Платовой (Жуковский, Московская обл.). Однако отмеченные премиями проекты не вполне удовлетворяли условиям, необходимым для начала разработки рабочего проекта, поэтому жюри предложило авторам провести их доработку и представить результаты к 15 сентября 1992 года. В назначенный срок жюри снова рассмотрело доработанные проекты, и тут произошла неожиданность, которую преподнесли курганские архитекторы под руководством Константина Ефремова. Они не стали возвращаться к своему прежнему проекту, а представили совершенно новую оригинальную композицию, в которой очень удачно решался и объём Храма, и градостроительная ситуация Вознесенской горки. Жюри «после тщательного анализа представленных проектов» в результате тайного голосования решило «принять за основу для дальнейшего проектирования Храма-памятника на Крови в Екатеринбурге проект архитектора Ефремова К. В. как наиболее полно отвечающий условиям конкурса».
23 сентября 1992 года владыка Мелхиседек, вместе с архиепископом Пензенским Серафимом и епископом Челябинским Георгием, совершил торжественную закладку первого камня Храма с капсулой, содержащей частицу мощей праведного Симеона Верхотурского. Спустя год, 28 декабря 1993 года, Священный синод РПЦ дал своё благословение на строительство храма. Одновременно с закладкой первого храмового камня была освящена построенная рядом деревянная Елизаветинская часовня.
В конце сентября 1992 года было создано Православное братство во имя святых Царственных мучеников, которое в мае 1994 года построило временный деревянный храм-шатёр над местом закладного камня будущего Храма на Крови.
Однако из-за отсутствия денежных средств у епархии после закладки первого камня строительство храма было приостановлено.

### Фонд Храма на Крови
В 1991 году для сбора средств на строительство храма был учреждён Фонд Храма на Крови. Возглавил фонд сам владыка Мелхиседек, а его заместителем стал отец Иоанн (Ян) Горбунов.
Был учреждён Попечительский совет фонда. В него вошли крупнейшие предприниматели города (президент компании «Урал-трейд» Анатолий Павлов, директор Уральского брокерского дома Андрей Панпурин, президент Европейско-Азиатской компании Виктор Терняк и другие). Помимо коммерсантов, каждый из которых должен был внести в фонд благотворительное пожертвование в размере 100 тысяч долларов, в попечительский совет были бесплатно приглашены представители власти и церкви, а также всемирно известные личности, такие как Мстислав Ростропович. Уже на первых порах в фонд поступило два миллиона долларов. За три года существования (1991—1993 годы) на счетах фонда удалось собрать несколько сотен миллионов рублей.
Всей текущей деятельностью фонда руководил отец Иоанн Горбунов. В 1993 году отец Иоанн передал в Малышевское рудоуправление письмо, подписанное владыкой Мелхиседеком, с просьбой продать фонду крупную партию полуфабрикатов изумрудов. Было заключено три контракта на приобретение драгоценных камней общей массой 19,7 кг на сумму 165 миллионов рублей. Отец Иоанн лично забрал все изумруды.
Однако вскоре выяснилось, что в епархиальном управлении ничего не знают о закупленных отцом Иоанном изумрудах, а сам он скрылся из города. Драгоценными камнями, которые закупались с непонятной целью, заинтересовалось региональное Управление по борьбе с организованной преступностью. Архиепископ Мелхиседек заявил в прокуратуре, что никогда не подписывал письма с просьбой продать драгоценные камни.
Когда епархиальная комиссия 3 сентября 1993 года провела ревизию средств на счетах фонда, она обнаружила, что вместо сотен миллионов рублей на счетах осталось лишь 416 911 рублей и 3015 долларов. А в епархиальное управление начали обращаться банки с требованием выплатить десятки миллионов рублей, которые фонд ранее взял у них в кредит. В октябре 1993 года регистрация фонда была аннулирована.
История с фондом надолго отодвинула начало строительство Храма на Крови и стоила владыке Мелхиседеку его места архиепископа Екатеринбургского. В феврале 1994 года Московская патриархия перевела его в гораздо более мелкую Брянскую епархию.
Сменивший Мелхиседека владыка Никон ещё меньше смог продвинуть строительство храма. В 1998 году несколько семинаристов обвинили епископа, выполнявшего также обязанности ректора семинарии, в сексуальных домогательствах. Эти обвинения вызвали большой общественный резонанс в городе. На месте будущего Храма на Крови проходили многочисленные митинги верующих с требованиями отставки «епископа-содомита», отсюда по городу шли крестным ходом протестующие прихожане, чтобы у здания епархии высказать своё неприятие епископу. Московская патриархия, поначалу поддерживавшая владыку Никона, в июле 1999 года отстранила его от управления епархией и отправила на покаяние в Псково-Печерский монастырь.

### Канонизация царской семьи

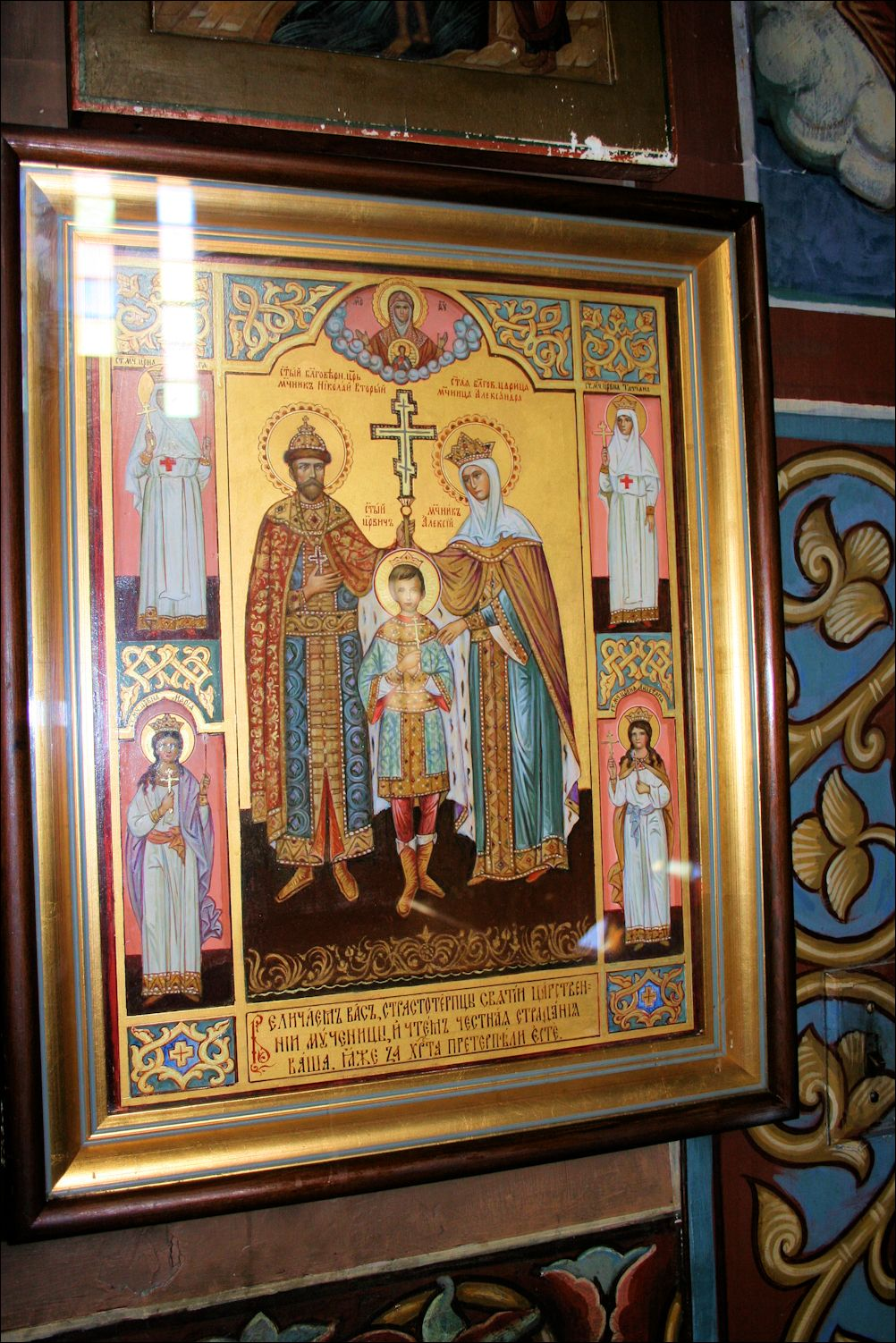
Икона царской семьи в монастыре РПЦЗ в США

Русская православная церковь заграницей (РПЦЗ) возникла в начале 1920-х годов как церковная организация, объединяющая православное духовенство, не принявшее революцию 1917 года и эмигрировавшее из России. В 1927 году РПЦЗ полностью разорвала отношения с РПЦ, обвинив её в «порабощении советской властью», РПЦ же, в свою очередь, обвинила РПЦЗ в «раскольничестве».
Монархически настроенная Русская зарубежная церковь изначально относилась к последнему императору с огромным пиететом, с 1967 года РПЦЗ в богослужениях начала именовать Николая II «убиенным Царём-мучеником», а в 1981 году Архиерейский собор РПЦЗ причислил царя и всю царскую семью и их слуг к лику святых.
После начала перестройки в СССР у Русской зарубежной церкви появилась возможность начать работу на канонической территории РПЦ. В мае 1990 года Архиерейский собор РПЦЗ принял «Положение о свободных приходах», которое легализовало существование епархий и приходов РПЦЗ на территории СССР. Возникновение параллельных православных церковных структур в России, а особенно волна переходов клира и целых церковных общин из РПЦ в РПЦЗ в 1990-х годах, актуализировали для РПЦ вопрос о скорейшем примирении и объединении с РПЦЗ.
Главным каноническим препятствием на пути их объединения являлось непризнание Русской православной церковью святости Николая II и его семьи. Поэтому в 1992 году Архиерейский собор РПЦ поручил Синодальной комиссии по канонизации святых «начать исследование материалов, связанных с мученической кончиной Царской Семьи». Комиссия, работавшая с 1992 по 1997 год под руководством митрополита Ювеналия, дала положительное заключение о возможности их канонизации и Архиерейский собор 1997 года постановил передать вопрос о канонизации царской семьи для решения Поместному собору РПЦ, в работе которого, помимо иерархов церкви (как на Архиерейском соборе) принимают участие также другие клирики и представители мирян.
Не дожидаясь Поместного собора, состоявшегося в 2009 году, на следующем Архиерейском соборе РПЦ 13—16 августа 2000 года царская семья была причислена к лику святых в чине «Царственных страстотерпцев». В этом же году на соборе Русской зарубежной церкви был провозглашён курс на сближение с Московской патриархией.
15—28 мая 2004 года, впервые после разъединения, в Россию с официальным визитом прибыла делегация архиереев и священников Русской зарубежной церкви во главе с митрополитом Лавром. 21 мая эта делегация прибыла в Екатеринбург, где в открытом за год до этого Храме на Крови иерархи Русского зарубежья приняли участие в праздничном всенощном бдении, посвящённом святителю Николаю и дню тезоименитства святого Царя-мученика Николая II. Помимо митрополита Лавра, в молитве у алтаря Храма на Крови принимали участие архиепископ Западно-Американский Кирилл, архиепископ Германский и Великобританский Марк, а также священники РПЦЗ из США, Канады, Германии, Швейцарии и Австралии.
Через три года, 17 мая 2007 года, Патриарх Московский и всея Руси Алексий II и Первоиерарх Русской православной церкви заграницей митрополит Лавр подписали исторический Акт о каноническом общении, провозгласивший РПЦЗ «частью Поместной Русской Православной Церкви». Таким образом, канонизация РПЦ царской семьи стала важнейший вехой на пути преодоления раскола между РПЦ и РПЦЗ, а также дала мощный стимул для строительства Храма на Крови. После объединения Русская православная церковь получила около 400 приходов и 500 тысяч верующих РПЦЗ в 40 странах.

### Судьба царских останков
Останки царской семьи, захороненные командой коменданта Юровского в Поросёнковом логу на Старой Коптяковской дороге в 1918 году, были обнаружены в 1979 году местным краеведом Александром Авдониным и московским киносценаристом Гелием Рябовым, имевшим доступ в спецхран с засекреченными материалами по расстрелу царской семьи. Тогда, по политическим причинам, они закопали найденное обратно. После начала перестройки в СССР, в 1989—1990 годах, Авдонин и Рябов в ряде интервью сообщили о своей находке, а весной 1991 года Авдонин побывал на приёме у председателя Свердловского облисполкома Эдуарда Росселя, который заинтересовался этим вопросом и дал своё официальное согласие на раскопки. 11—13 июля 1991 года команда археологов и судмедэкспертов, собранная Прокуратурой Свердловской области, провела раскопки на месте, указанном Авдониным на Старой Коптяковской дороге, в ходе которых были извлечены скелетированные останки девяти человек. 19 августа 1993 года Генпрокураторой РФ было возбуждено уголовное дело для расследования обстоятельств смерти погибших. С августа 1991 года останки находились на судебно-медицинской экспертизе в Свердловском областном бюро судебно-медицинской экспертизы.
23 октября 1993 года Правительством РФ была создана Комиссия по изучению вопросов, связанных с исследованием и перезахоронением останков российского императора Николая II и членов его семьи. Eё возглавил вице-премьер Юрий Яров, а с мая 1997 года — вице-премьер Борис Немцов. Русскую православную церковь в Комиссии представлял митрополит Ювеналий. Было проведено множество экспертиз, включая экспертизу ДНК в Англии (в 1993 году) и в США (в 1995 году). Когда в конце 1997 года Комиссия предложила сделать ещё одну, окончательную экспертизу останков в Москве, её чуть не сорвал губернатор Россель, организовавший кампанию против отправки останков в Москву. Только после вмешательства Немцова, пообещавшего губернатору, что все взятые для исследования останки вернутся в Свердловскую область, он согласился. 30 января 1998 года комиссия в Москве завершила работу и сделала вывод, что «останки, обнаруженные в Екатеринбурге, являются останками Николая II, членов его семьи и приближённых людей» и останки были возвращены в Екатеринбург.
По вопросу места захоронения царских останков развернулись бурные дебаты. Эдуард Россель требовал, чтобы царская семья была похоронена в Екатеринбурге. Генпрокуратура РФ предлагала похоронить останки в храме Христа Спасителя в Москве. А Российский императорский дом, в лице великой княгини Марии Владимировны, считал (до депризнания), что останки необходимо перевезти в традиционную усыпальницу русских императоров — Петропавловский собор в Петербурге. Вариант Росселя, по словам секретаря императорского дома Александра Закатова, потомки Романовых отвергли, считая губернатора «человеком бездуховным и рассматривающего захоронение как приманку для туристов». В итоге, 27 февраля 1998 года, Правительство РФ приняло решение захоронить царские останки (за исключением не найденных тогда ещё останков Алексея и Марии) в одном из приделов Петропавловского собора Санкт-Петербурга. Похороны состоялись 17 июля 1998 года, в 80-ю годовщину расстрела царской семьи. Правительственную делегацию на похоронах возглавлял Президент России Борис Ельцин.
Останки Алексея и Марии были обнаружены в Поросёнковом логу 29 июля 2007 года поисковиком Леонидом Вохмяковым, участвовавшим в археологических раскопках, организованных местными историками-любителями. Они находились в 70 метрах южнее места захоронения остальных жертв убийства и в 25 метрах от Старой Коптяковской дороги, на глубине 60 сантиметров. Эти два тела команде Юровского удалось уничтожить гораздо больше, чем девять тел, найденных в 1991 году. Сохранились лишь 44 костных фрагмента и шесть зубов, обожжённых огнём, а также три пули и черепки керамических сосудов, в которых была серная кислота. После идентификации, останки цесаревича и великой княжны несколько лет хранились в Госархиве, а в декабре 2015 года были переданы РПЦ, которая поместила их на временное хранение в Новоспасский монастырь.
Губернатор Россель, после обнаружения останков Алексея и Марии, в 2008 году заявил, что перед Храмом на Крови будет установлена стела, в которой будут заложены срезы всех костных останков, принадлежавших членам семьи Романовых.

Реконструкция облика убитых по найденным в 1991 году черепам
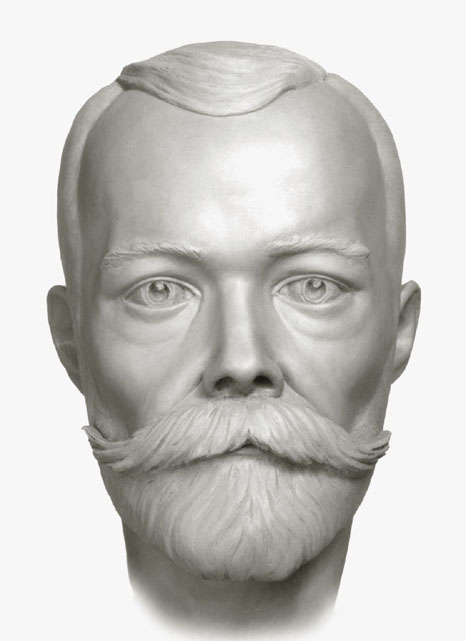
Николай II
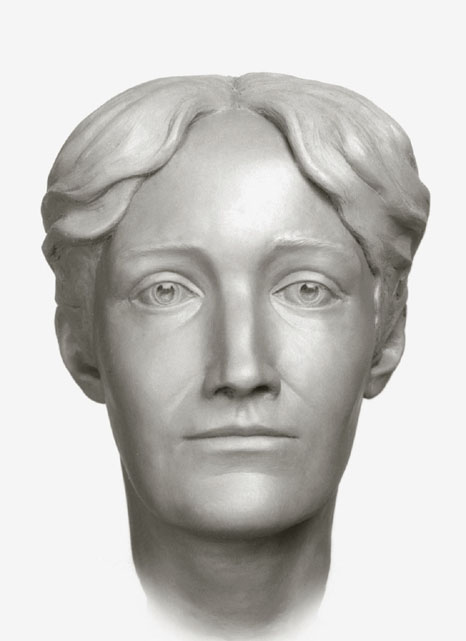
Александра Фёдоровна
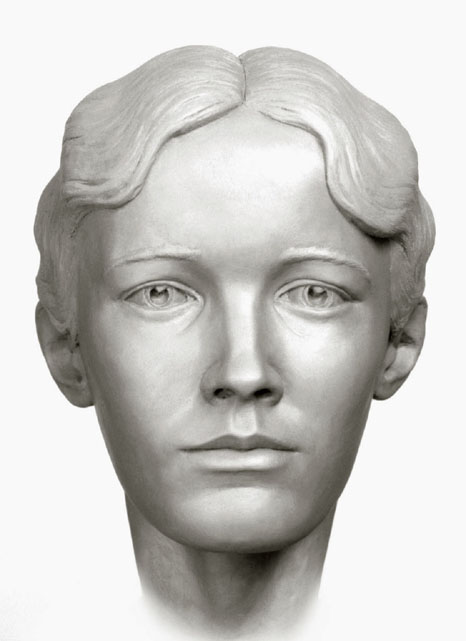
Ольга Николаевна
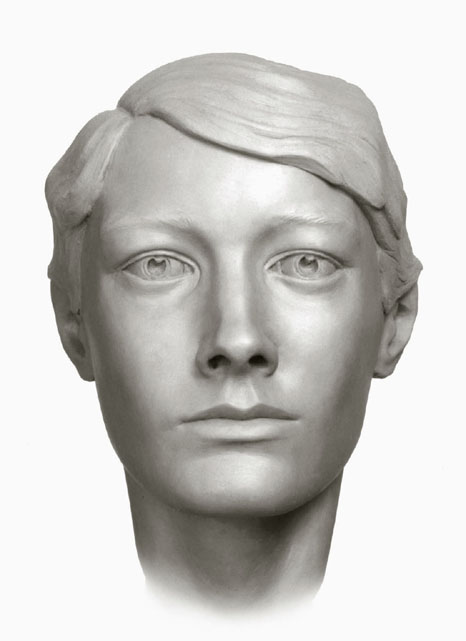
Татьяна Николаевна
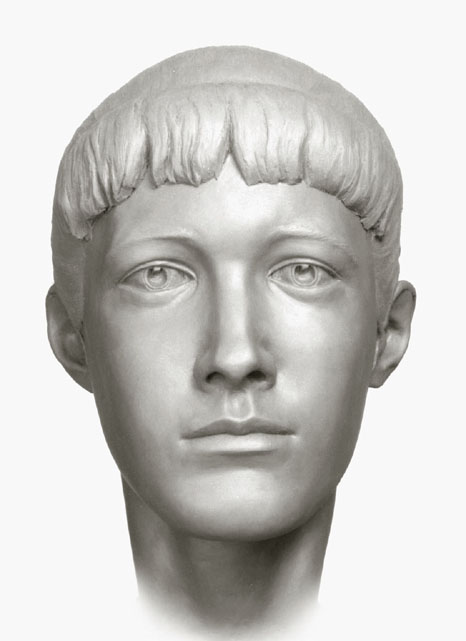
Анастасия Николаевна
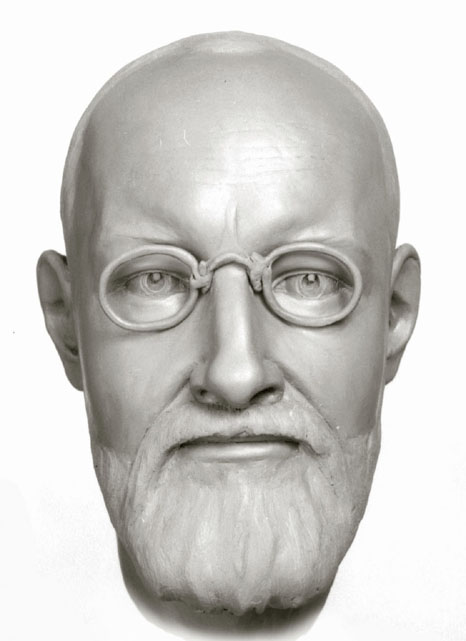
Евгений Боткин
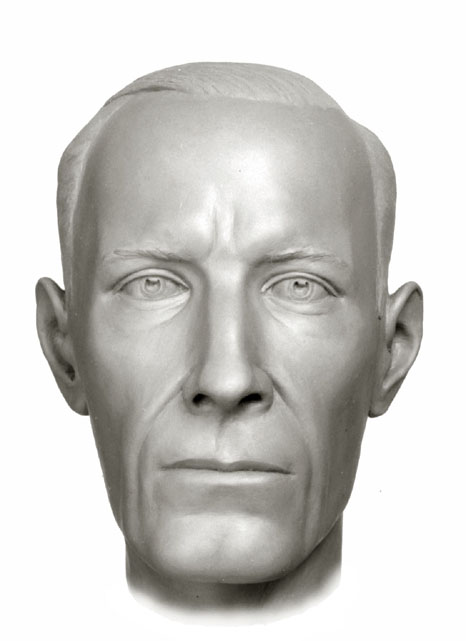
Алоизий Трупп
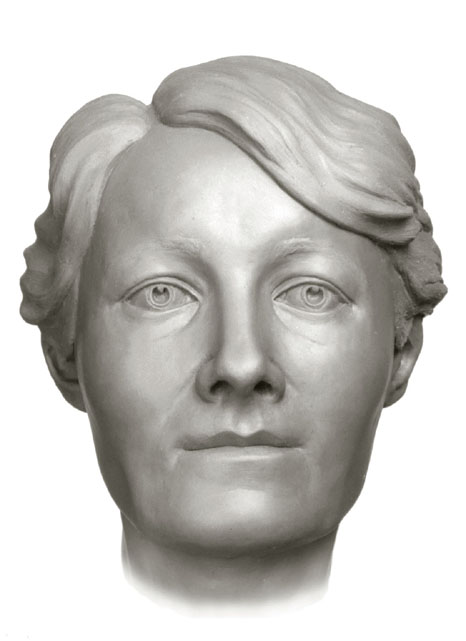
Анна Демидова

### Новый проект и строительство
В 1997 году главный архитектор области Г. В. Мазаев обратился к архитектору Константину Ефремову с просьбой переделать проект Храма на Крови, взяв за основу эскиз, выполненный сыном Мазаева, Антоном. Согласно этому эскизу храм должен был стать гораздо больше по размерам и роскошнее — вместо однокупольного он становился пятикупольным. Правда, при этом несколько изменялось местоположение алтаря: в старом проекте Ефремова алтарь храма располагался прямо над комнатой, в которой погибла царская семья, а в новом эта комната оказывалась вообще за стенами храма.
Ефремов отказался изменить свой проект в соответствии с эскизом Мазаева, и тогда главный архитектор области был вынужден обратиться к архитекторам Виктору Морозову и Владимиру Грачёву с просьбой создать новый проект храма. 21 февраля 1997 года новый проект был впервые упомянут на градостроительном совете города. В ноябре 1997 года вышло Постановление Правительства Свердловской области «О строительстве Храма — памятника на Крови во имя Всех святых в земле Российской просиявших». Полноценный проект храма был разработан «Уралэнергостройпроектом» в 1997—1998 годах. При разработке проекта Храма на Крови были использованы материалы проекта Храма Христа Спасителя в Москве, предоставленные главным инженером и главным архитектором московского кафедрального собора. Новый проект был одобрен губернатором Росселем и был утверждён градостроительным советом Екатеринбурга и епархией.
После истории с Фондом Храма на Крови, новый поиск финансирования для епархии был затруднителен. Поэтому храм был построен на средства «Фонда губернаторских инициатив» Эдуарда Росселя. Губернатор Россель, который был вынужден уступить федеральному центру по вопросу места захоронения царской семьи, оказал огромную помощь в поиске финансирования для строительства храма, даже перечислял для этого часть своей зарплаты и лично курировал строительство.
10—22 ноября 1999 года научной группой под руководством профессора Всеволода Слукина на месте Ипатьевского дома были проведены геофизические исследовательские работы. 3 апреля 2000 года начались подготовительные работы по строительству Храма на Крови: крест, стоявший на месте Ипатьевского дома с 1990 года, перенесли к Елизаветинской часовне; были вырублены столетние тополя, под которыми Романовы гуляли во время заточения. С июня 2000 года начались раскопки и удаление остатков фундамента Ипатьевского дома.
23 сентября 2000 года, через месяц после канонизации РПЦ царской семьи, православный Первоиерарх впервые посетил Екатеринбург. Патриарх Алексий II заложил в основание храма капсулу с памятной грамотой об освящении места строительства. Свои подписи на грамоте, помимо патриарха, поставили полпред Президента по УрФО Пётр Латышев, архиепископ Викентий, губернатор области Эдуард Россель и глава Екатеринбурга Аркадий Чернецкий. 16 апреля 2001 года был закончен нулевой цикл строительства и состоялась церемония закладки первых кирпичей в стену будущего храма, которую совершили владыка Викентий и губернатор Россель.
Строительство храма велось быстрыми темпами. Предполагалось завершить строительство и освятить собор к 85-летней годовщине гибели семьи Романовых. Поэтому ежедневно на стройке трудилось до 300 человек в две смены. Не удалось избежать и несчастных случаев — за время строительства храма погибли двое и были травмированы более десятка рабочих. Акт государственной комиссии о приёмке храма в эксплуатацию был подписан за четыре дня до его освящения, 12 июля 2003 года.
Финансировалось строительство из пожертвований в губернаторский фонд, официально его стоимость составила 328 миллионов рублей. 16 июня 2003 года, по просьбе епархии, храм был принят на баланс Свердловской области и следующие десять лет все расходы на содержание храма оплачивались из областного бюджета. Среди горожан он получил прозвище «Храм на Бюджете». В 2013 году, по просьбе патриарха Кирилла, весь храмовый комплекс, балансовой стоимостью в 651 миллион рублей, был безвозмездно передан в собственность Екатеринбургской епархии.
В июле 2003 года Екатеринбургская епархия попросила городские власти переименовать участок улицы Толмачёва, на которой расположен храмовый комплекс, в «Святой квартал», что и было сделано в том же месяце. В ноябре 2015 года епархия обратилась с просьбой переименовать всю оставшуюся улицу Толмачёва в «Царскую». На этот раз, из-за сопротивления жителей домов на этой улице, в мае 2016 года удалось переименовать только ту часть улицы, на которой не находилось жилых домов, а имелись лишь офисы и предприятия.

### Освящение храма
16 июля 2003 года состоялось торжественное открытие и освящение храма во имя Всех святых, в земле Российской просиявших. Чин освящения совершили два члена Священного синода РПЦ — митрополит Крутицкий и Коломенский Ювеналий и митрополит Воронежский Сергий, а также архиепископ Екатеринбургский Викентий, архиепископ Южноамериканский Платон, архиепископ Уфимский Никон, епископ Курганский Михаил и епископ Пермский Иринарх, которым сослужило около 70 человек духовенства.
На церемонию не приехал ни Президент России, ни кто-либо из Администрации Президента. Не было также патриарха Алексия II, который, сославшись на состояние здоровья, отправил вместо себя митрополита Ювеналия. Митрополит вручил награды Русской православной церкви представителям духовенства, общественным деятелям и благотворителям, внёсшим особый вклад в строительство храма.
Династию Романовых представляла великая княгиня Мария Владимировна, а также вдова племянника Николая II Ольга Куликовская-Романова. Последняя от лица дома Романовых передала в дар храму образ Божией Матери «Троеручица», привезённый из Канады. Эта икона находилась в Ипатьевском доме в дни заточения и расстрела Николая II и членов его семьи.
В числе гостей был музыкант Мстислав Ростропович с супругой Галиной Вишневской. После церемонии освящения храма у его врат состоялся концерт симфонического оркестра Свердловской филармонии, оркестра Приволжско-Уральского военного округа и звонарей Екатеринбургской епархии. Под управлением Мстислава Ростроповича была исполнена увертюра Петра Чайковского «1812 год».
В ночь на 17 июля в храме было совершено пятичасовое богослужение в память об убиении Николая II и членов его семьи. Богослужение возглавили архиепископ Екатеринбургский Викентий и архиепископ Южноамериканский Платон. По окончании службы колонна верующих отправилась в крестный ход к монастырю святых Царственных страстотерпцев, расположенному на руднике Ганина Яма. В богослужении и крестном ходе приняло участие около семи тысяч верующих.
12 октября 2003 года в Храм на Крови прибыла рака преподобного Серафима Саровского с частицей его мощей из Серафимо-Дивеевской обители.
Нижний храм в честь новомучеников и исповедников Церкви Русской был освящён патриархом Кириллом семь лет спустя, 18 апреля 2010 года.

## Храмовый комплекс

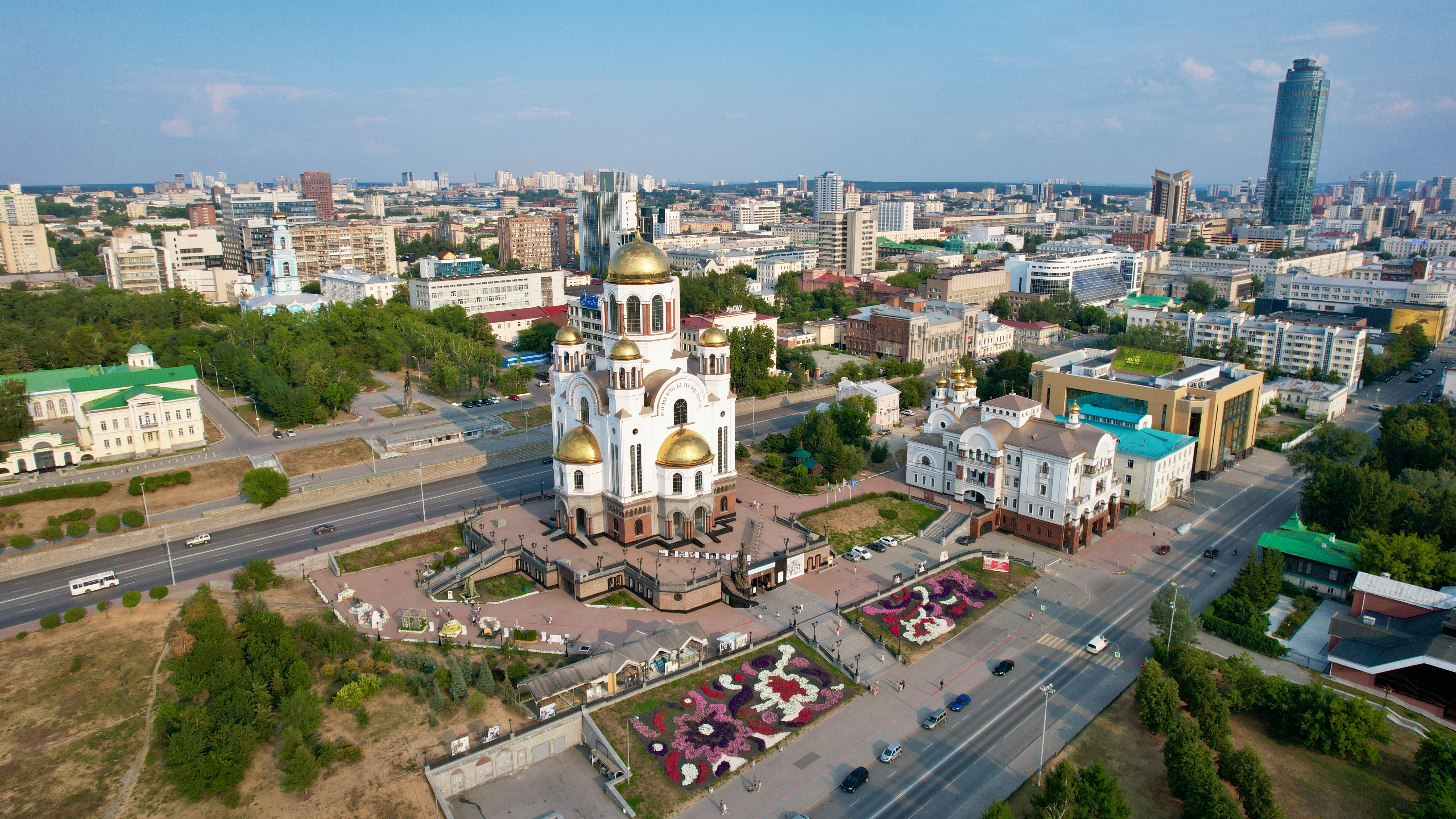
Вид с высоты

### Храм на Крови
Храм представляет собой пятикупольное сооружение высотой 60 метров, площадью застройки 966 м² и общей площадью 3152 м², с расчётной вместимостью 1910 человек. Купола храма покоятся на восьмигранных барабанах, центральный купол увенчан 10-метровым крестом. Архитектура сооружения выдержана в русско-византийском стиле. По замыслу архитекторов он должен символизировать связь времён и возрождение православной традиции.
При проектировании план будущего храма был наложен на план снесённого дома Ипатьева таким образом, чтобы длина храма приблизительно совпадала с длиной дома Ипатьева. На нижнем уровне храма было воссоздано символическое место расстрела царской семьи. Фактически же, согласно заключению сотрудников Свердловского краеведческого музея, расстрельная комната в доме Ипатьева находилась вне пределов нынешнего храма — а именно, в районе канализационного колодца на тротуаре у юго-восточного угла храма.
Храм расположен на западном склоне Вознесенской горки, между улицами Карла Либкнехта и Царской, с перепадом рельефа в 7,5 метров, что предопределило террасное решение всего сооружения. На верхней террасе, находящейся на одном уровне с улицей Карла Либкнехта, располагается Верхний храм с главным и боковыми входами. На средней террасе находится цокольный этаж с Нижним храмом. А на нижней террасе, находящейся на одном уровне с Царской улицей, расположены автостоянка и трансформаторная подстанция. Под цокольным этажом имеется подвальный технический этаж с вентиляционным оборудованием, насосными и системой отопления. В храме пять надземных и два подземных этажа. Храм оборудован двумя лифтами, встроенными в колокольни.
В храмовый комплекс входит два храма: Верхний и Нижний. Верхний храм во имя Всех святых, в земле Российской просиявших — златоглавый собор — символизирует собой негасимую лампаду, зажжённую в память о тех трагических событиях, которые произошли на этом месте. Верхний храм — весьма просторная часть сооружения с обилием окон по периметру. Учитывая географическую возвышенность того места, на котором расположен храм, в ясные дни помещения храма обильно освещены солнечным светом. Внутри Верхнего храма расположен иконостас из белого мрамора длиной 28 метров, высотой 13 метров и глубиной 70 сантиметров.
Заупокойный Нижний храм в честь новомучеников и исповедников Церкви Русской выполнен в очень строгом спокойном стиле. В нём установлен уникальный фаянсовый иконостас, изготовленный на Сысертском фарфоровом заводе. Нижний храм включает в себя крипту — символическую «расстрельную» комнату, в которой находятся несколько сохранившихся деталей из конструкции Ипатьевского дома. Стены крипты поднимаются до Верхнего храма, где сделан проём, через который комнату можно видеть сверху. На нижнем уровне храма также расположена выставка, экспонаты которой посвящены последним дням жизни царской семьи, конференц-зал на 160 мест, церковная лавка и сувенирный магазин.
Фасады здания храма до девяти метров отделаны гранитом красного и бордового цветов. Эта деталь является своеобразным напоминанием о пролитой здесь крови. На фасаде по периметру размещены сорок восемь бронзовых икон наиболее почитаемых русских святых. Аркообразные части фасадов со всех сторон украшают выдержки из Псалтири — с северной стороны: «Честна пред Господем смерть преподобных Его» (Пс. 115:6), с восточной стороны: «Тебе ради умерщвляемся весь день» (Пс. 43:22), с южной стороны: «Праведник яко финикс процветёт» (Пс. 91:12), с западной стороны: «Пролияша кровь их яко воду окрест» (Пс. 78:3).
На колокольнях храма водружены 15 колоколов. Самый большой из них, девятитонный колокол «Благовест», был подарен Храму на Крови Русской зарубежной церковью в июле 2010 года. Пожертвования на него американские православные собирали в течение шести лет, с 2004 по 2010 год. Каждый год, в Светлую седмицу (семь дней после Пасхи), любой желающий может прийти в храм и позвонить в колокола.

Виды храма
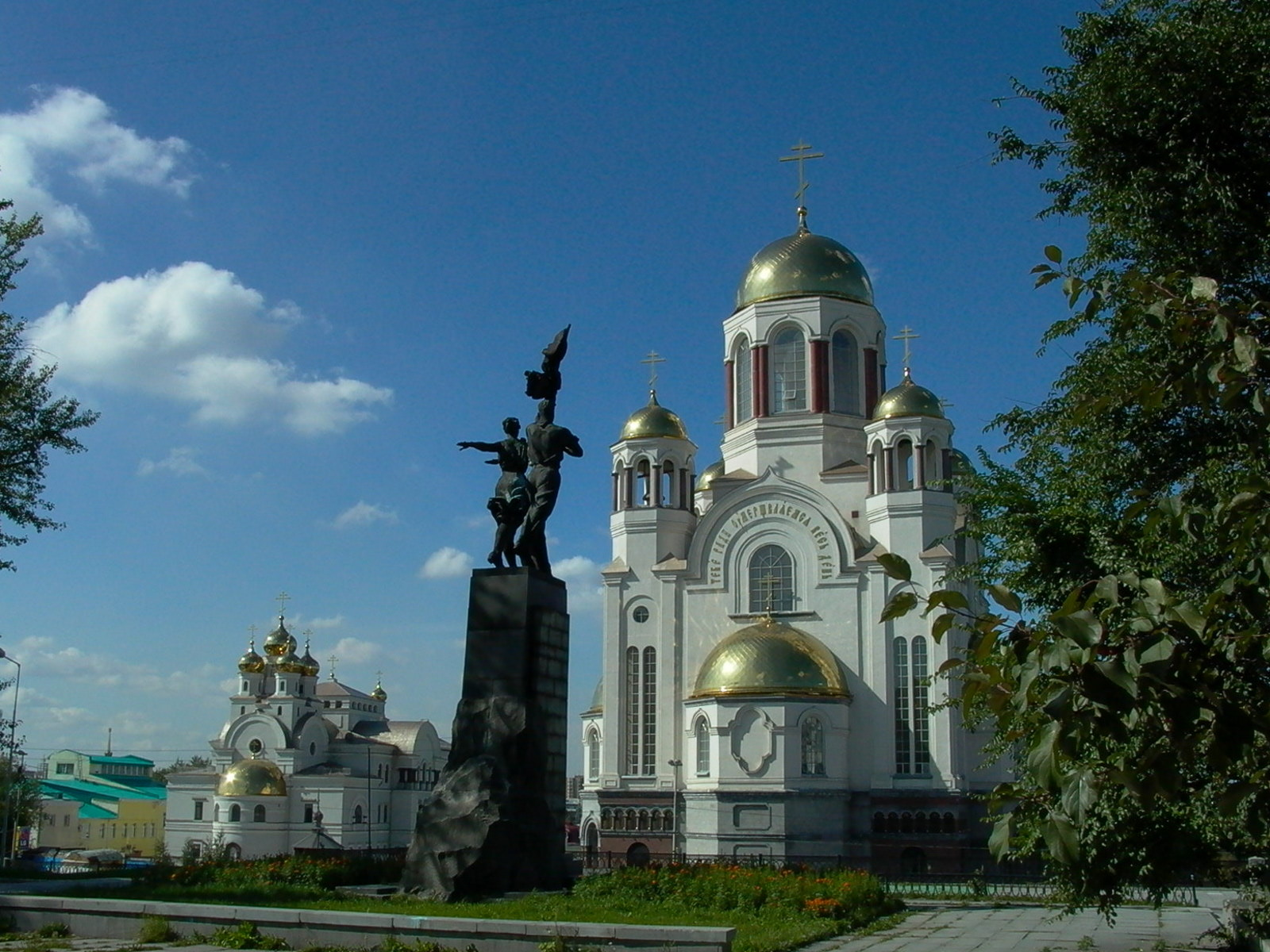
Со стороны Вознесенской церкви
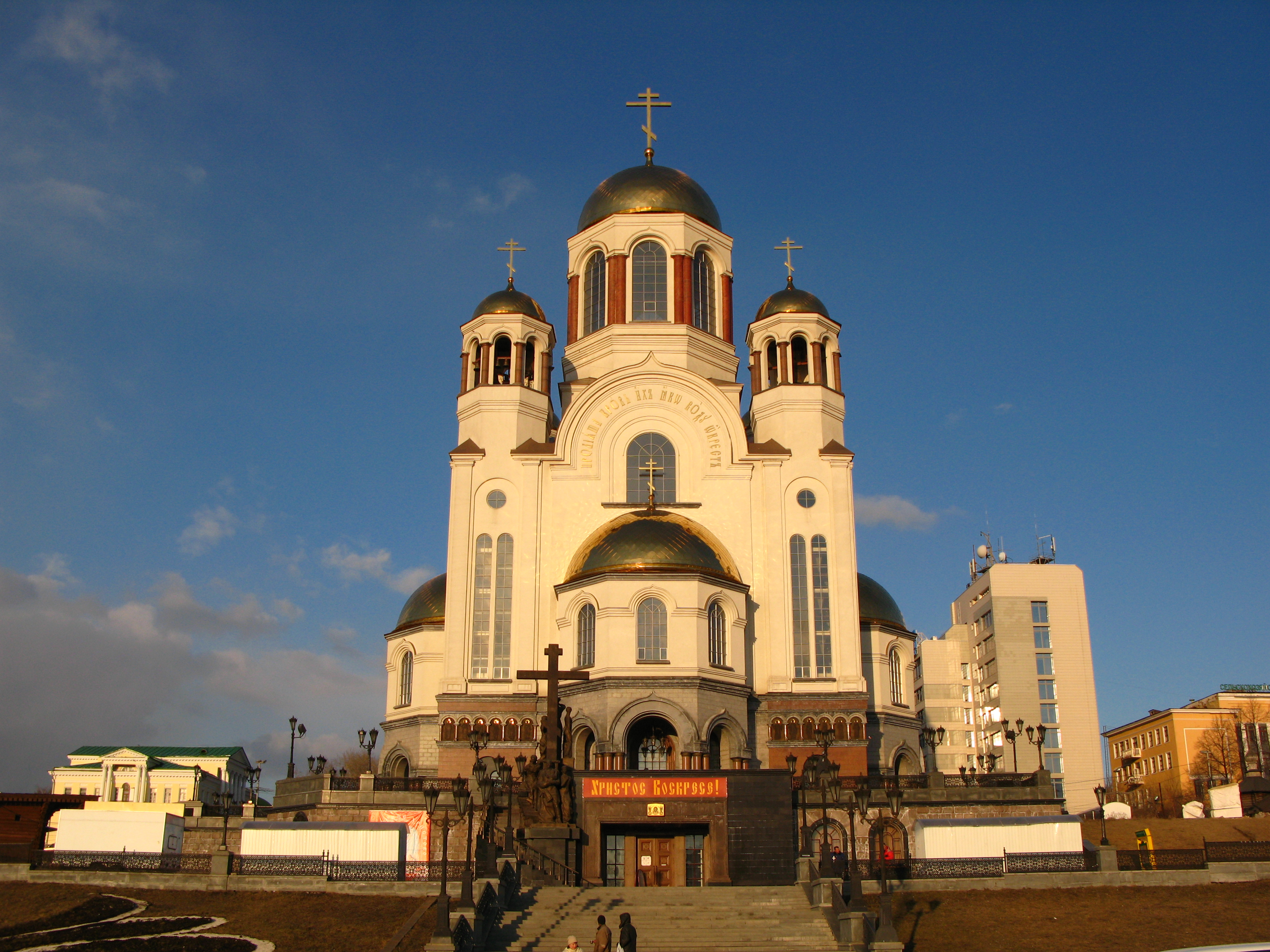
В лучах вечернего солнца
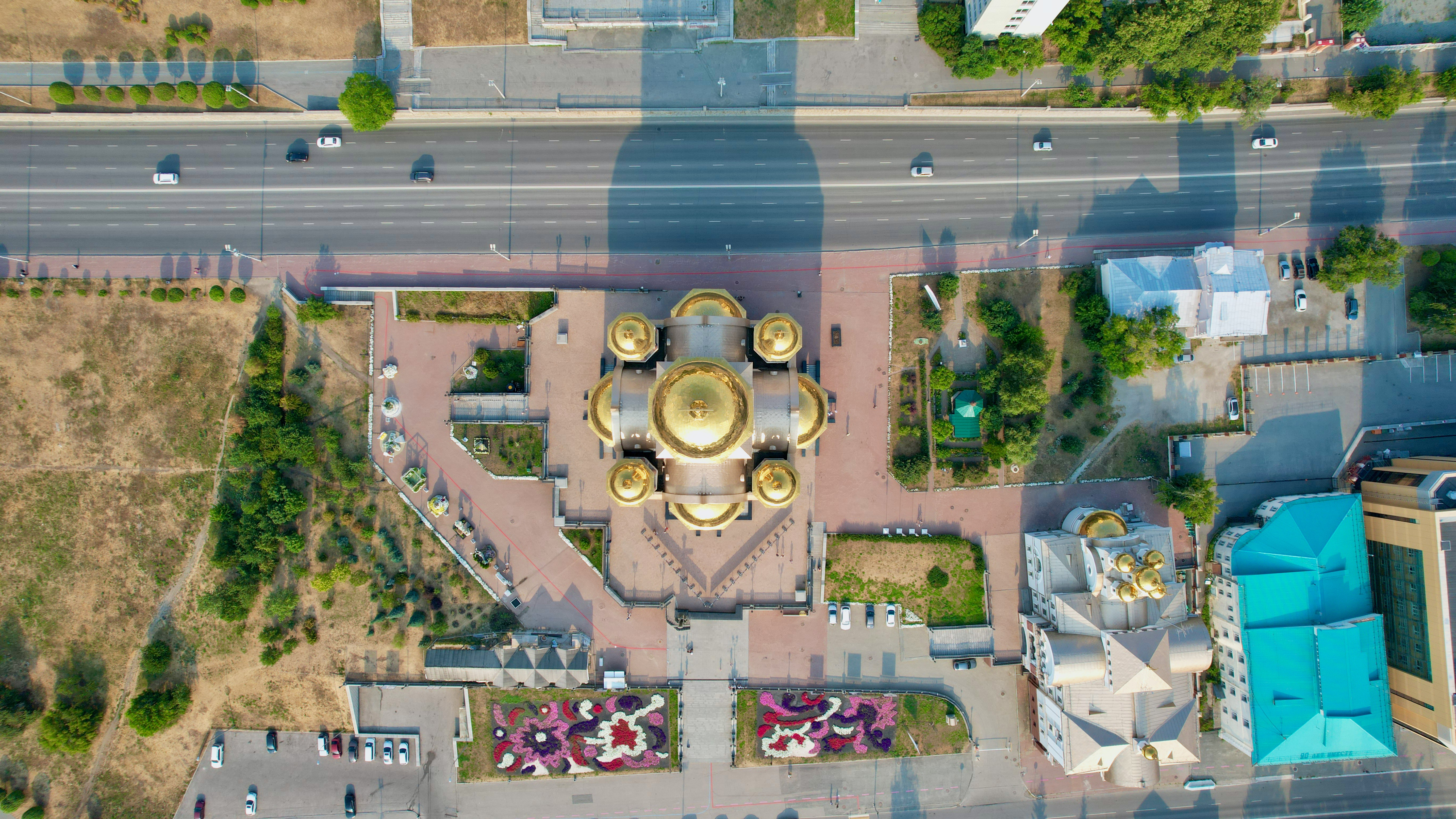
Вид с высоты
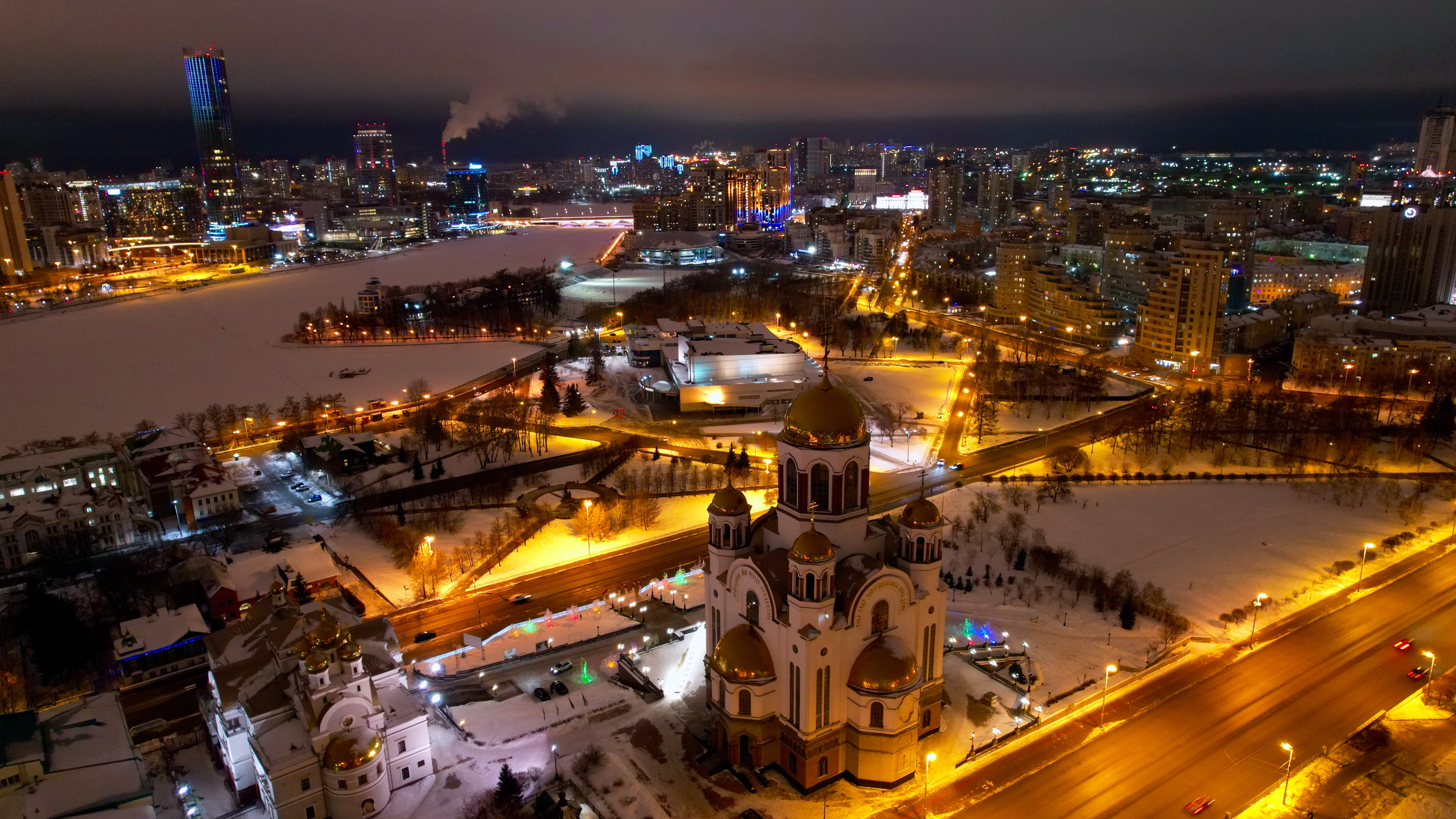
Ночью
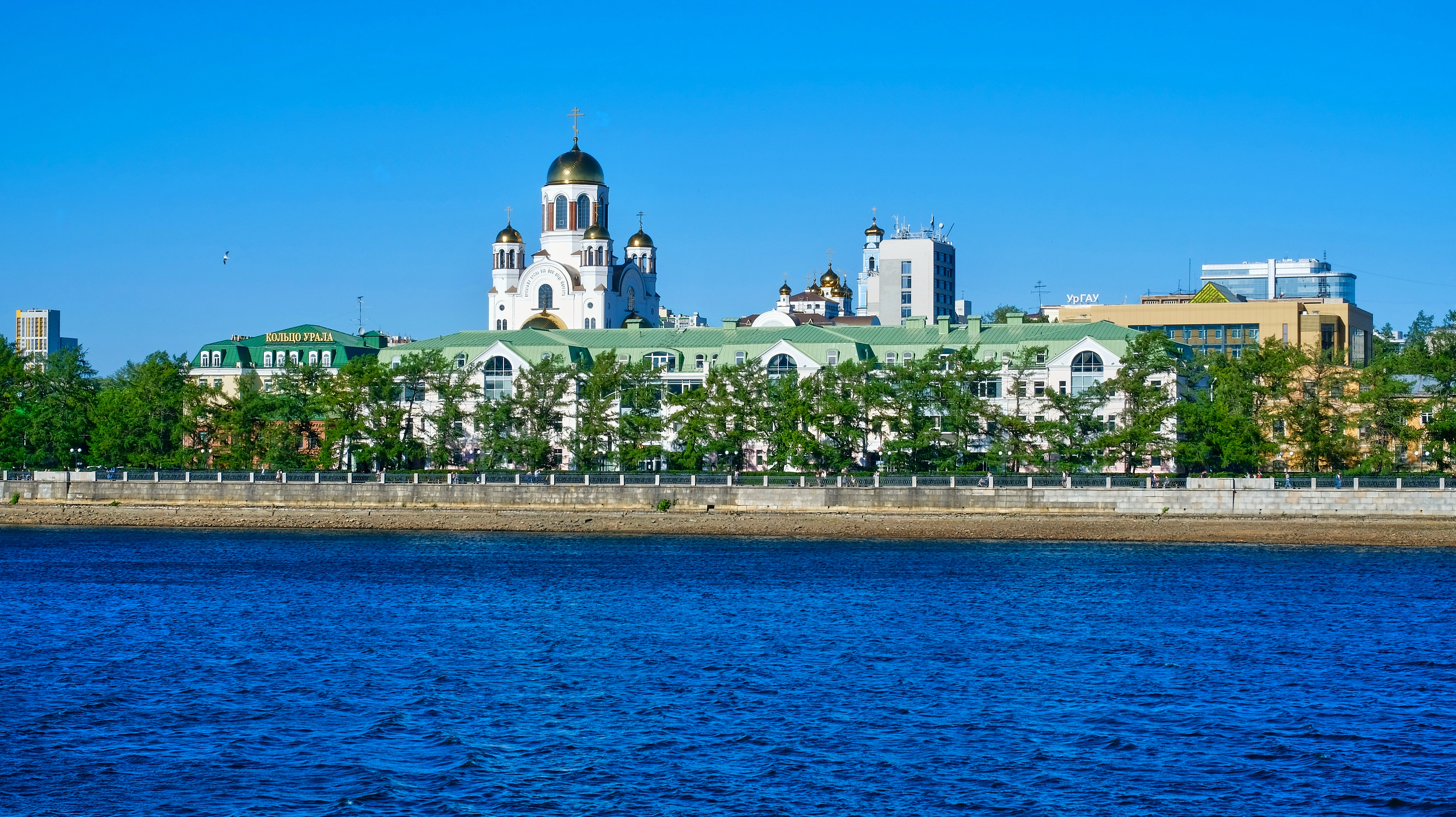
Вид со стороны пруда
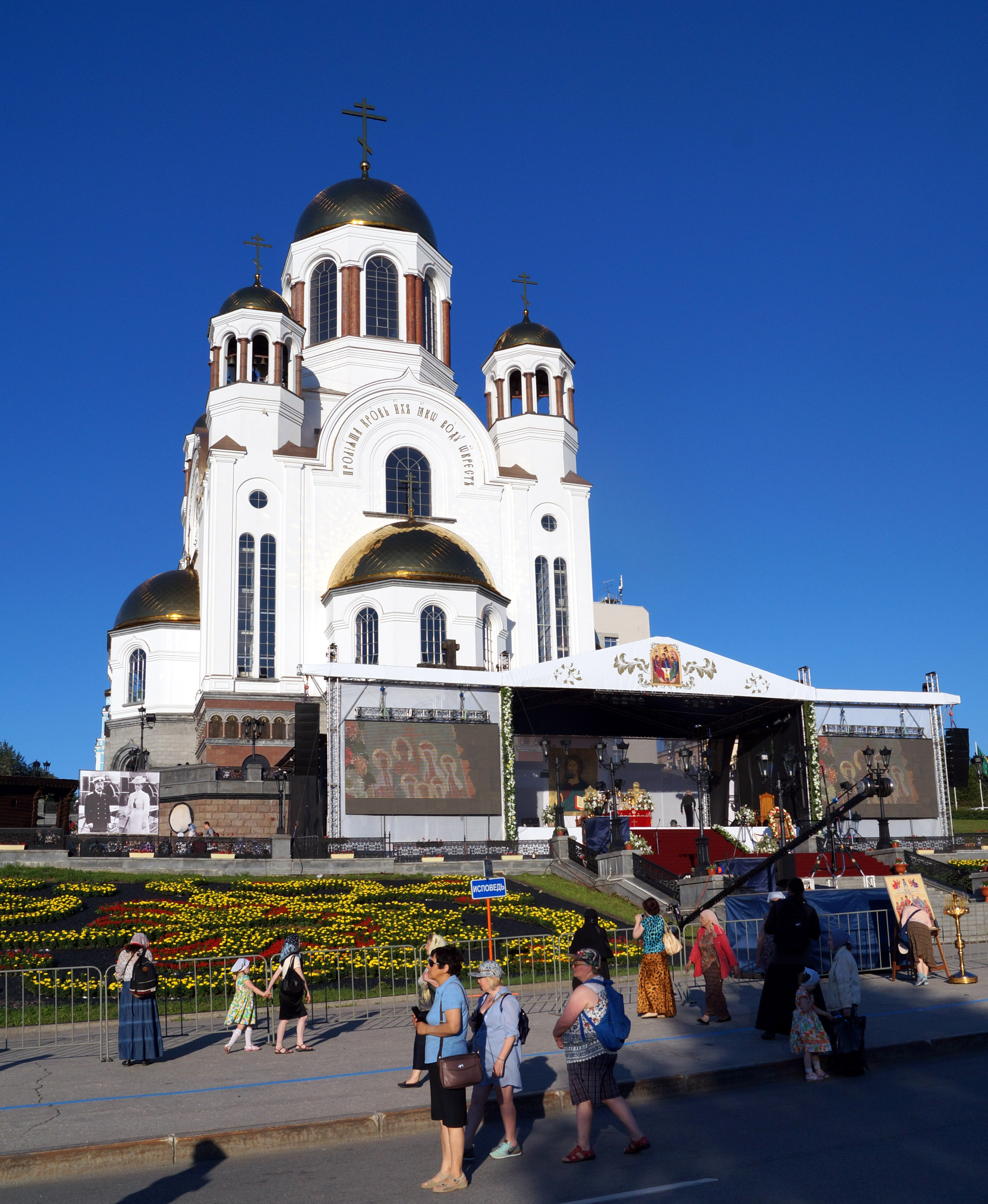
Храм, подготовленный к Царским дням и всенощной на 100-летнюю годовщину
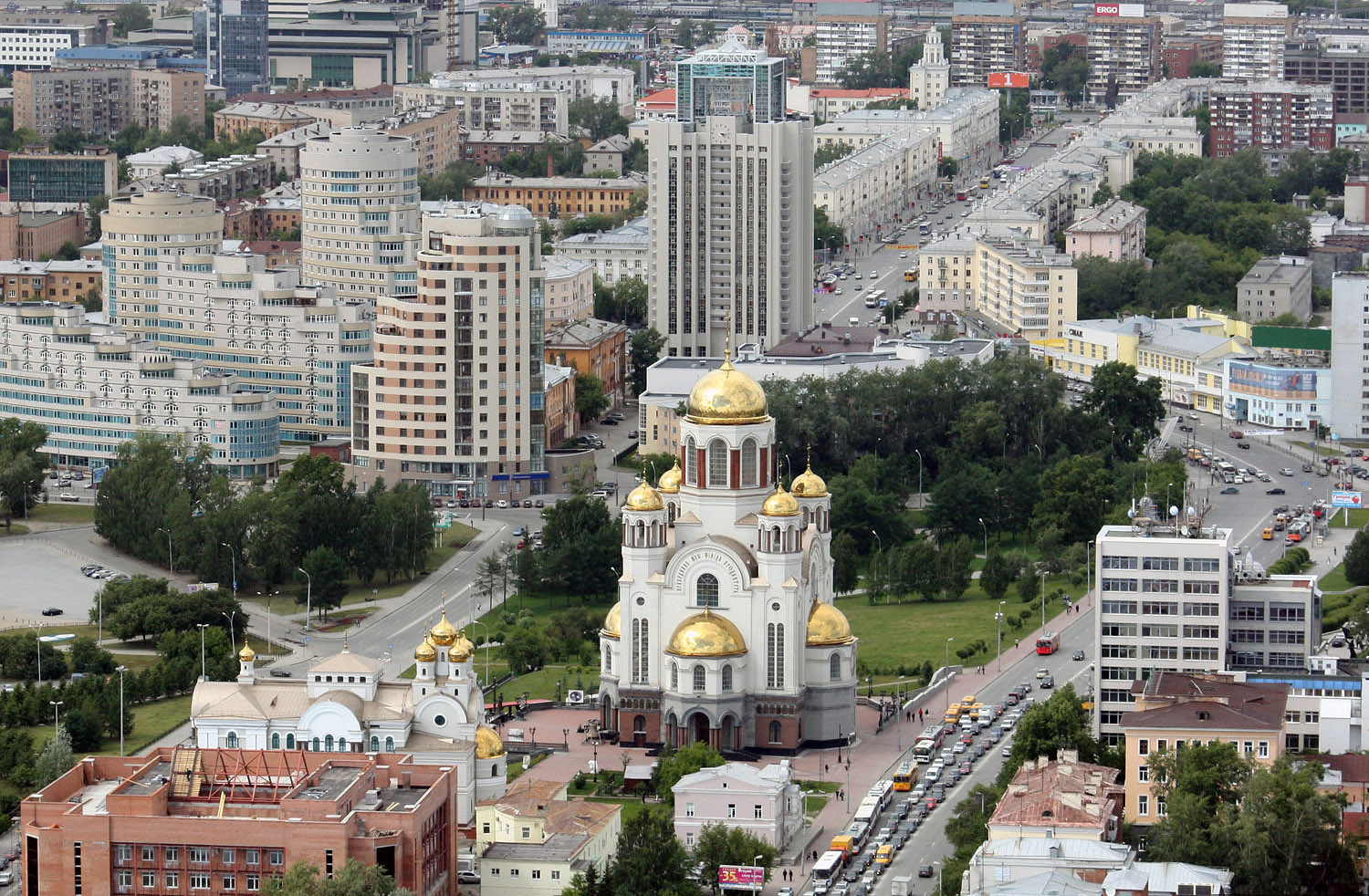
Вид со смотровой площадки «Высоцкого»
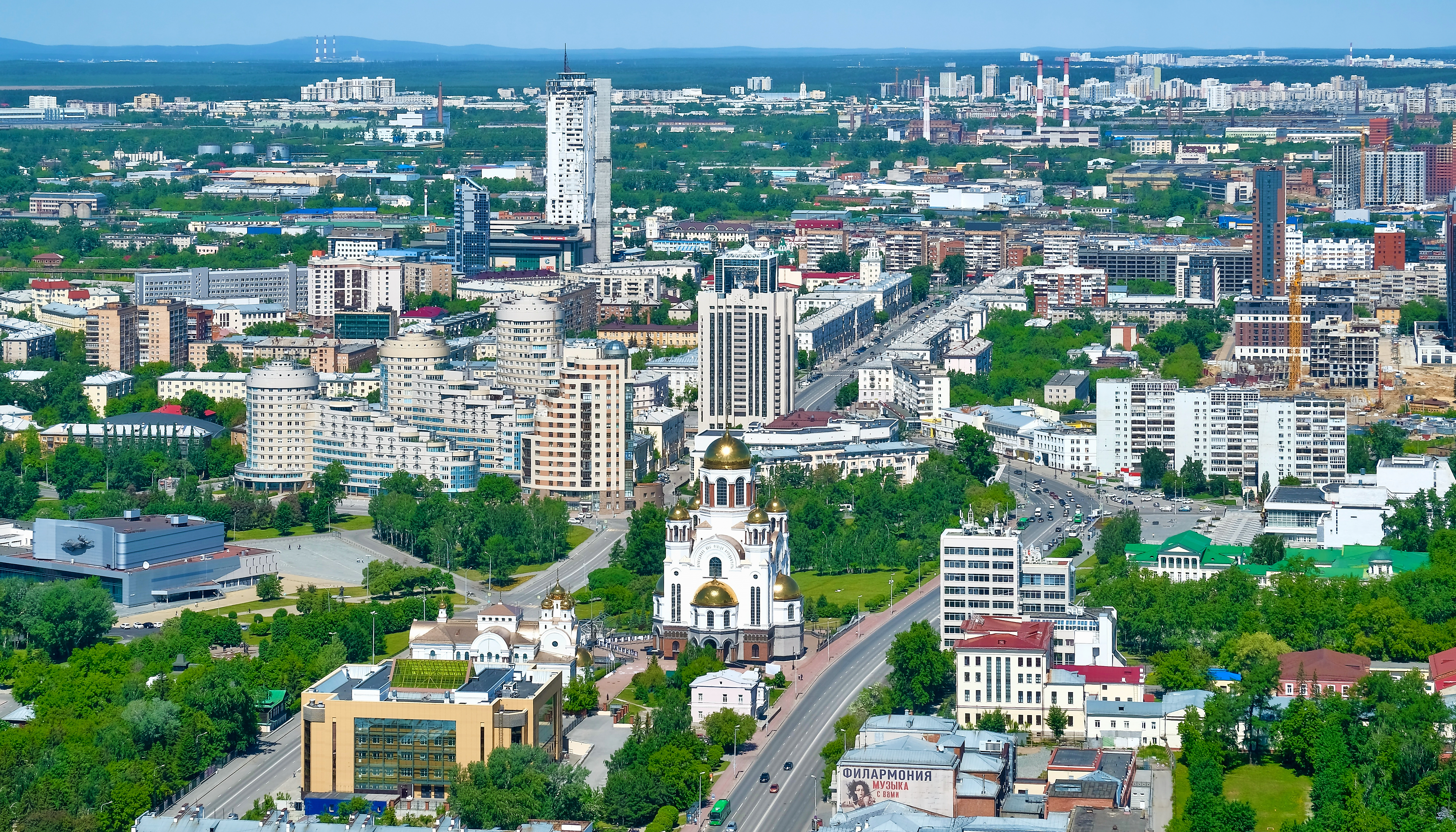
Вид со смотровой площадки «Высоцкого»

Интерьеры храма
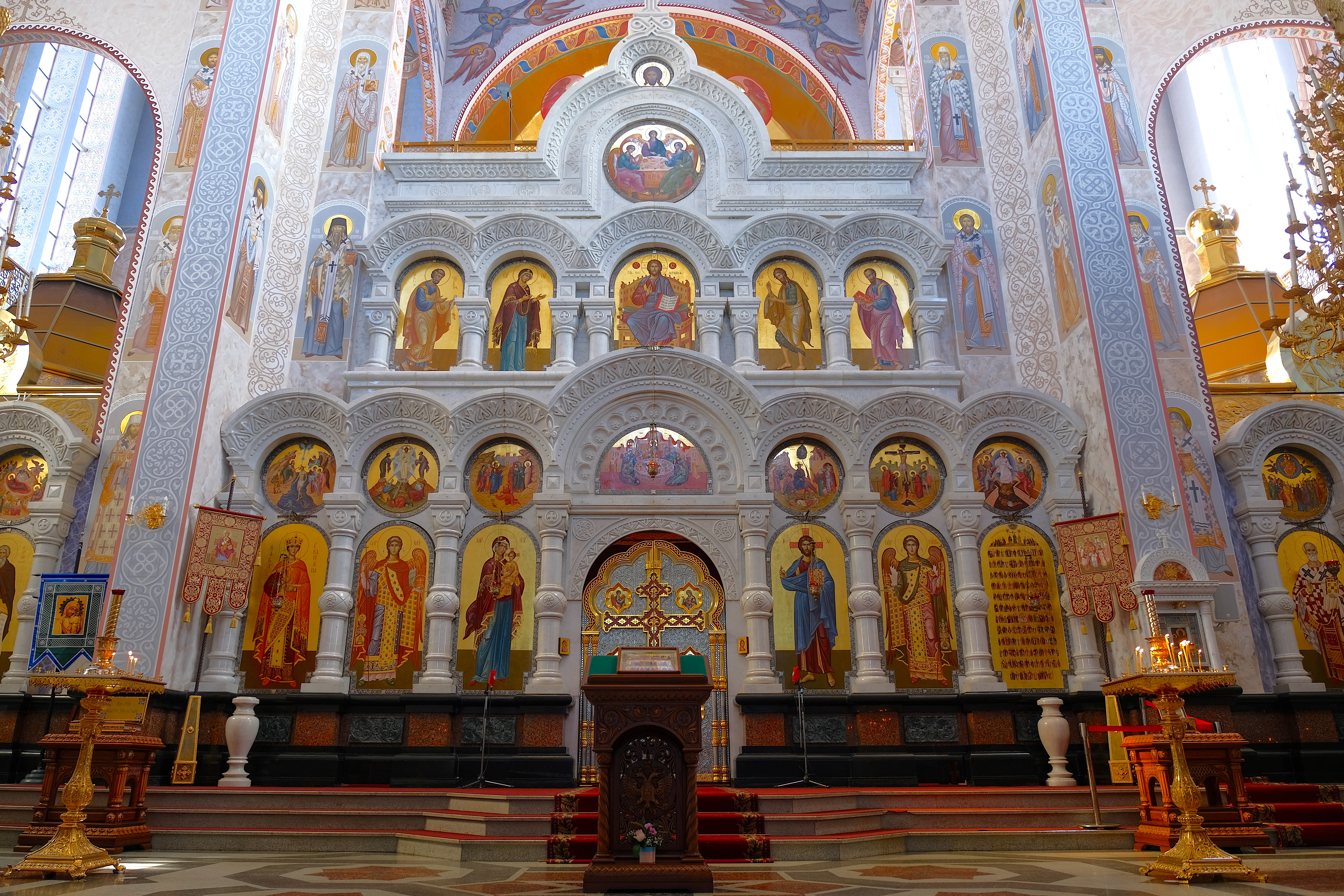
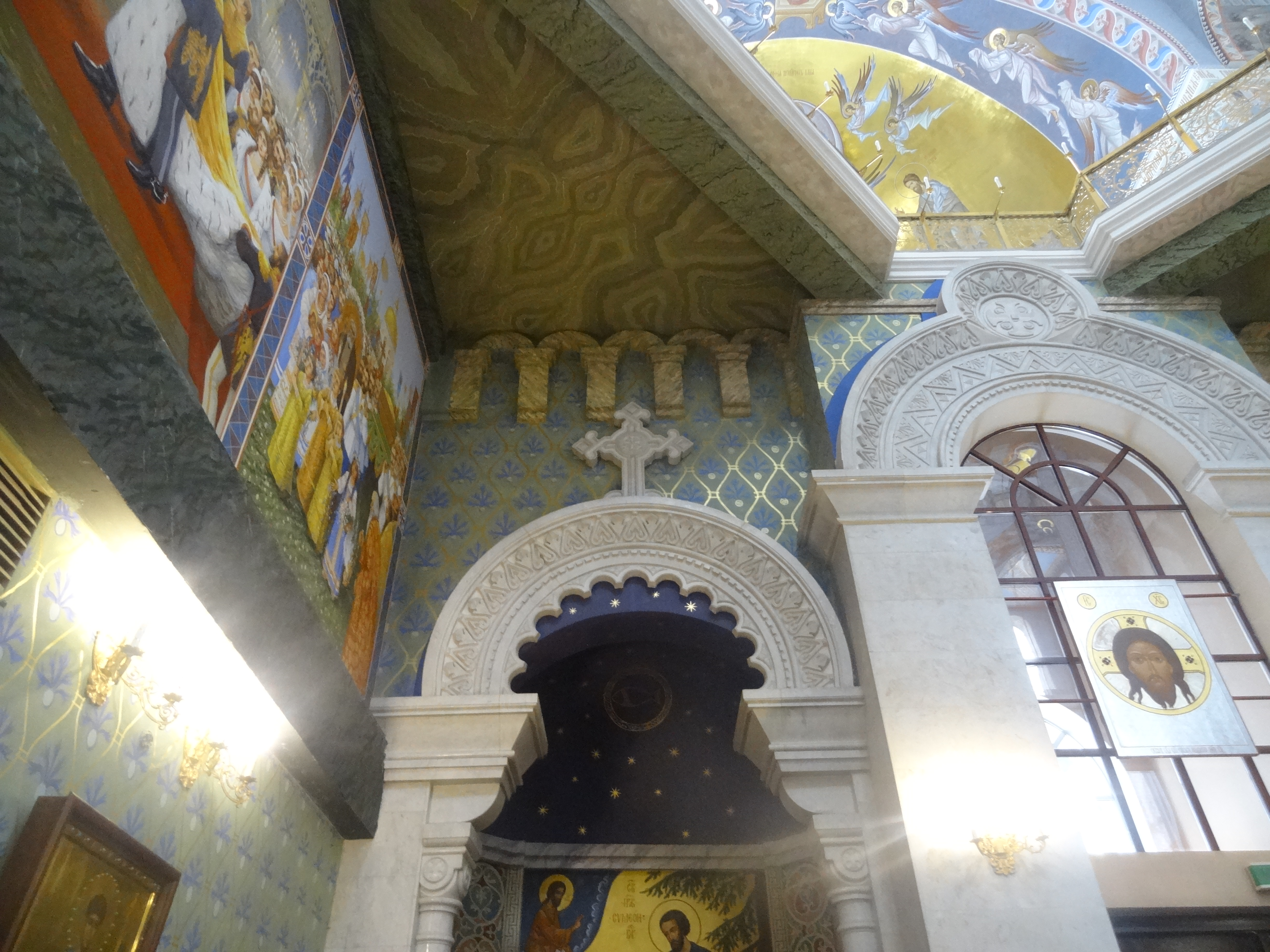
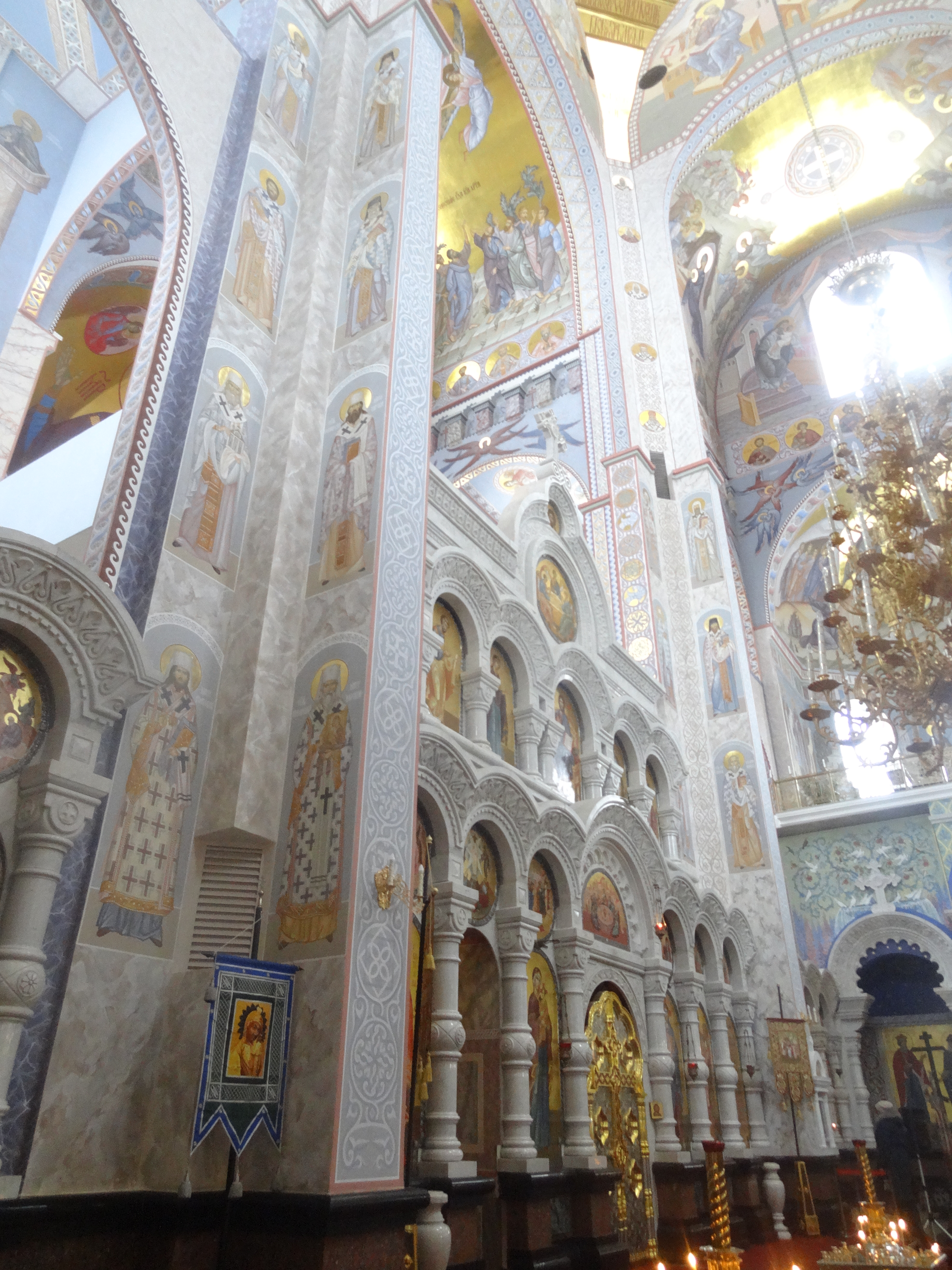
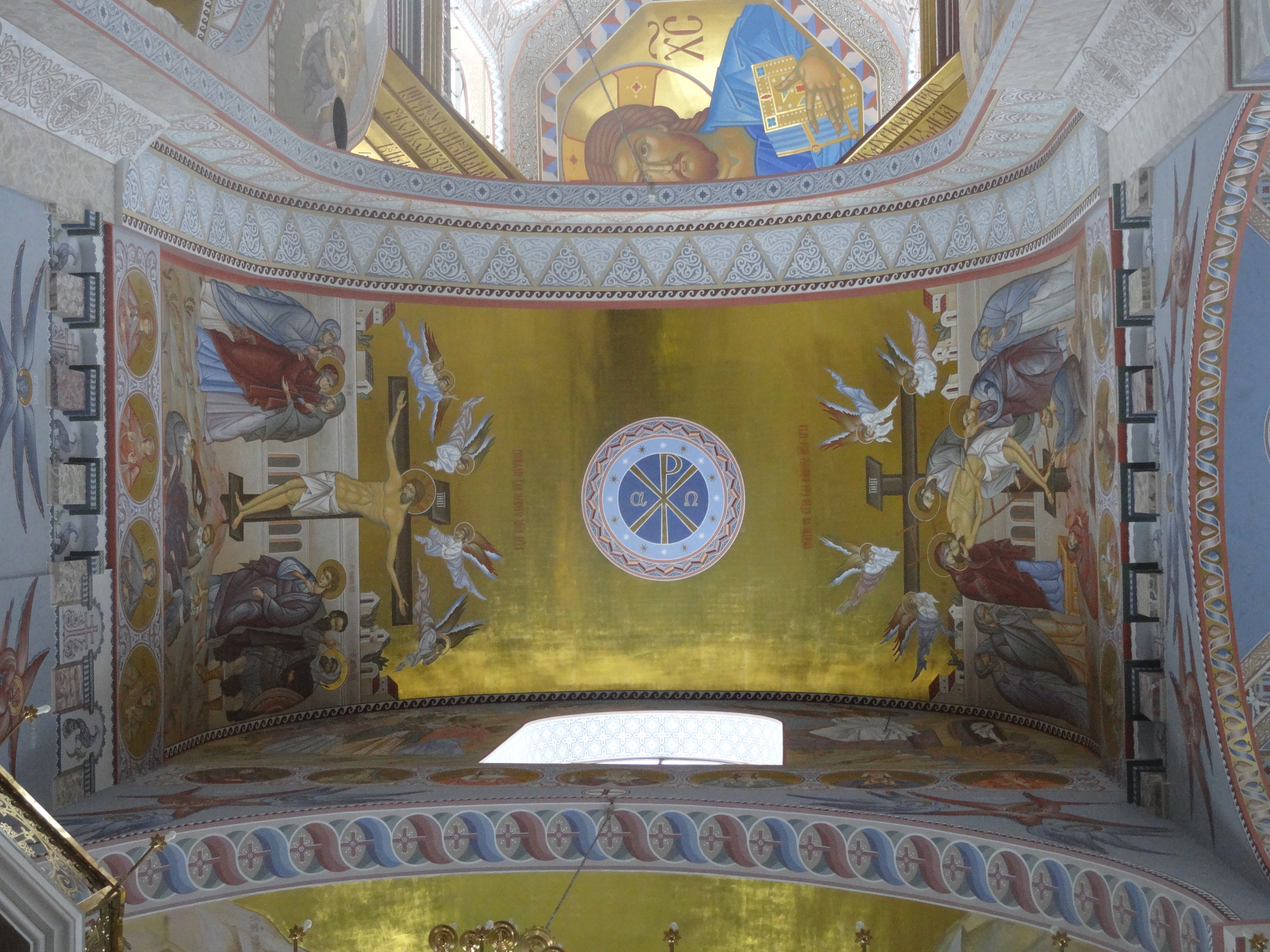
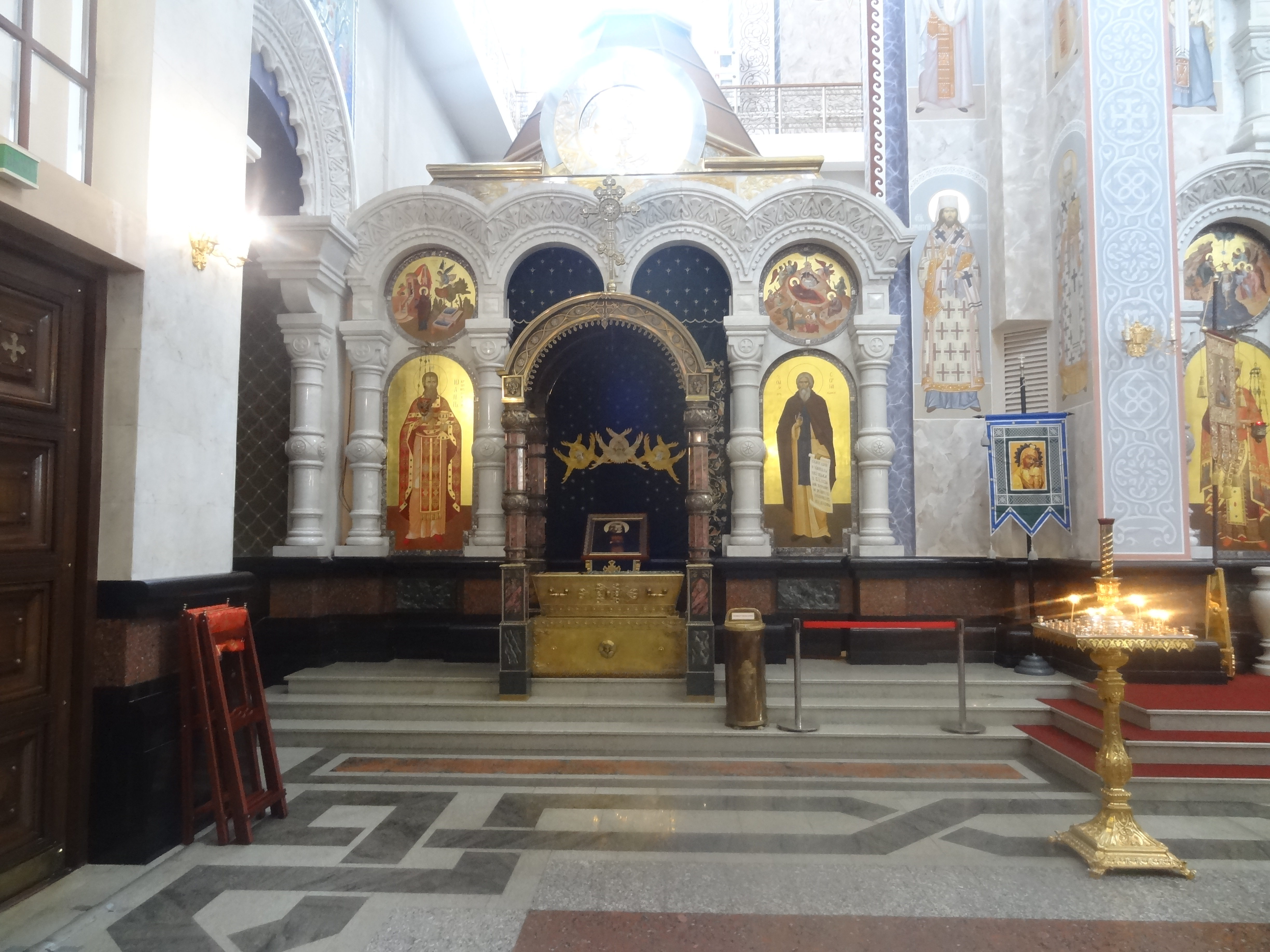
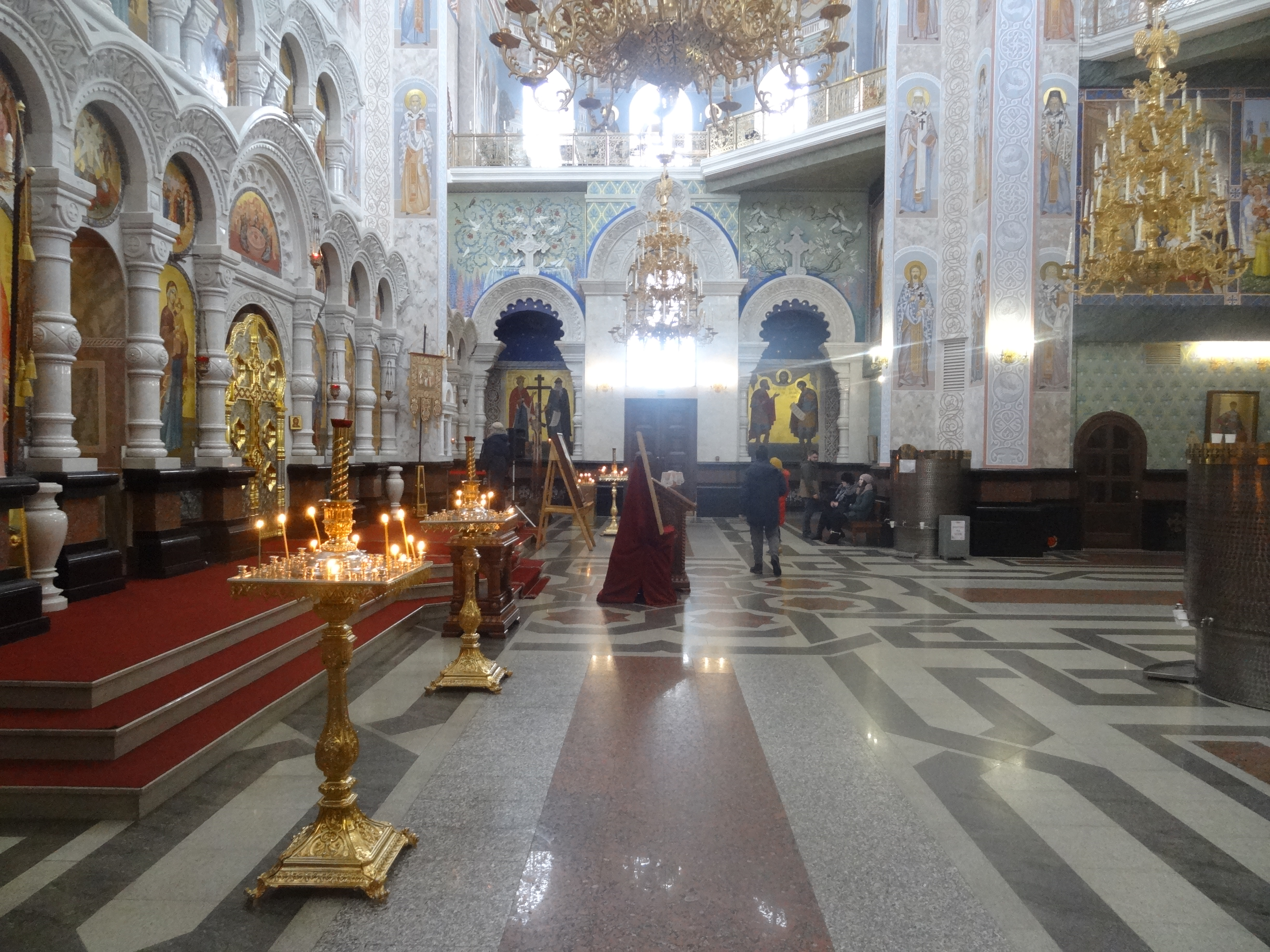
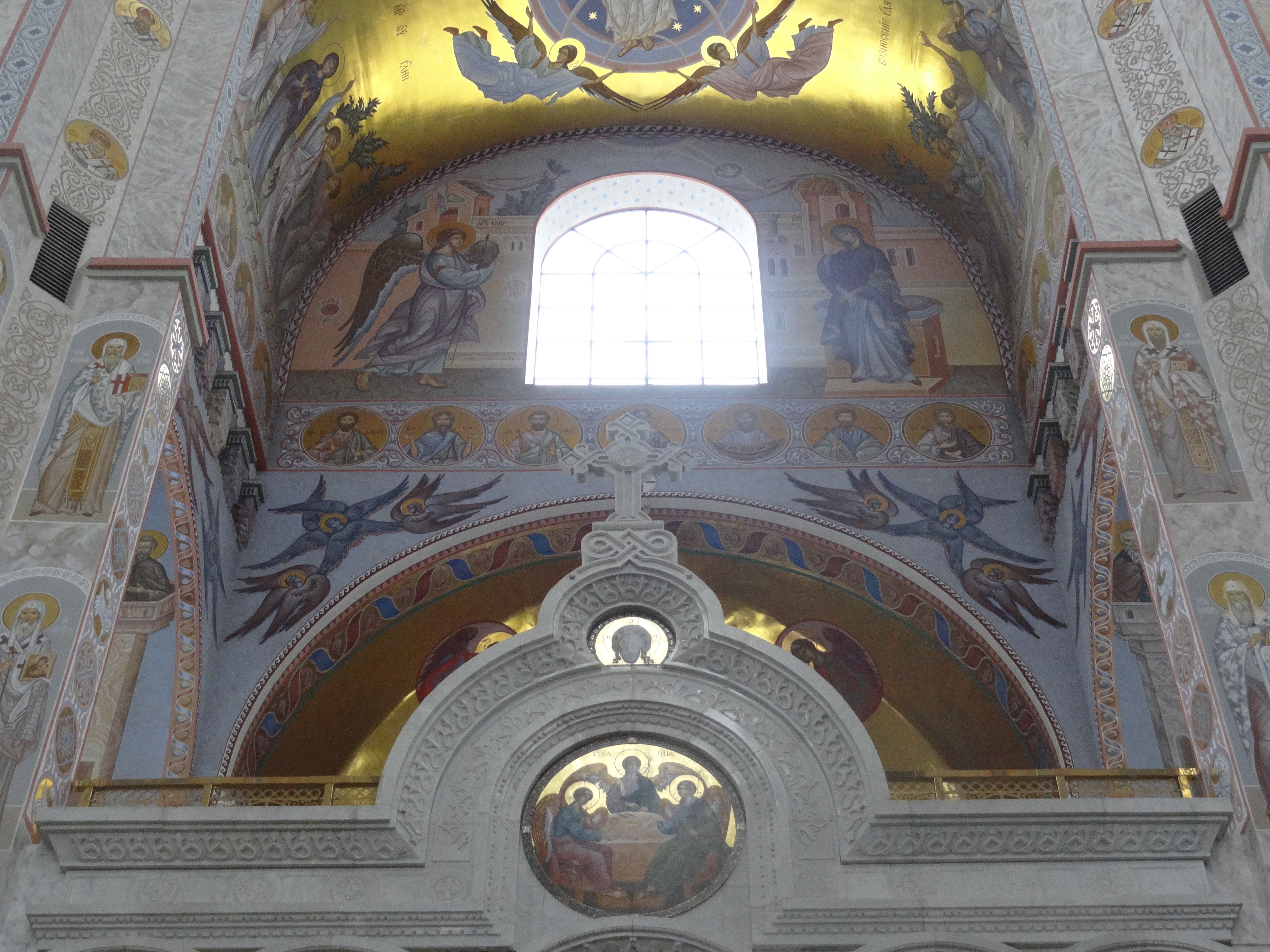

### Памятник царской семье

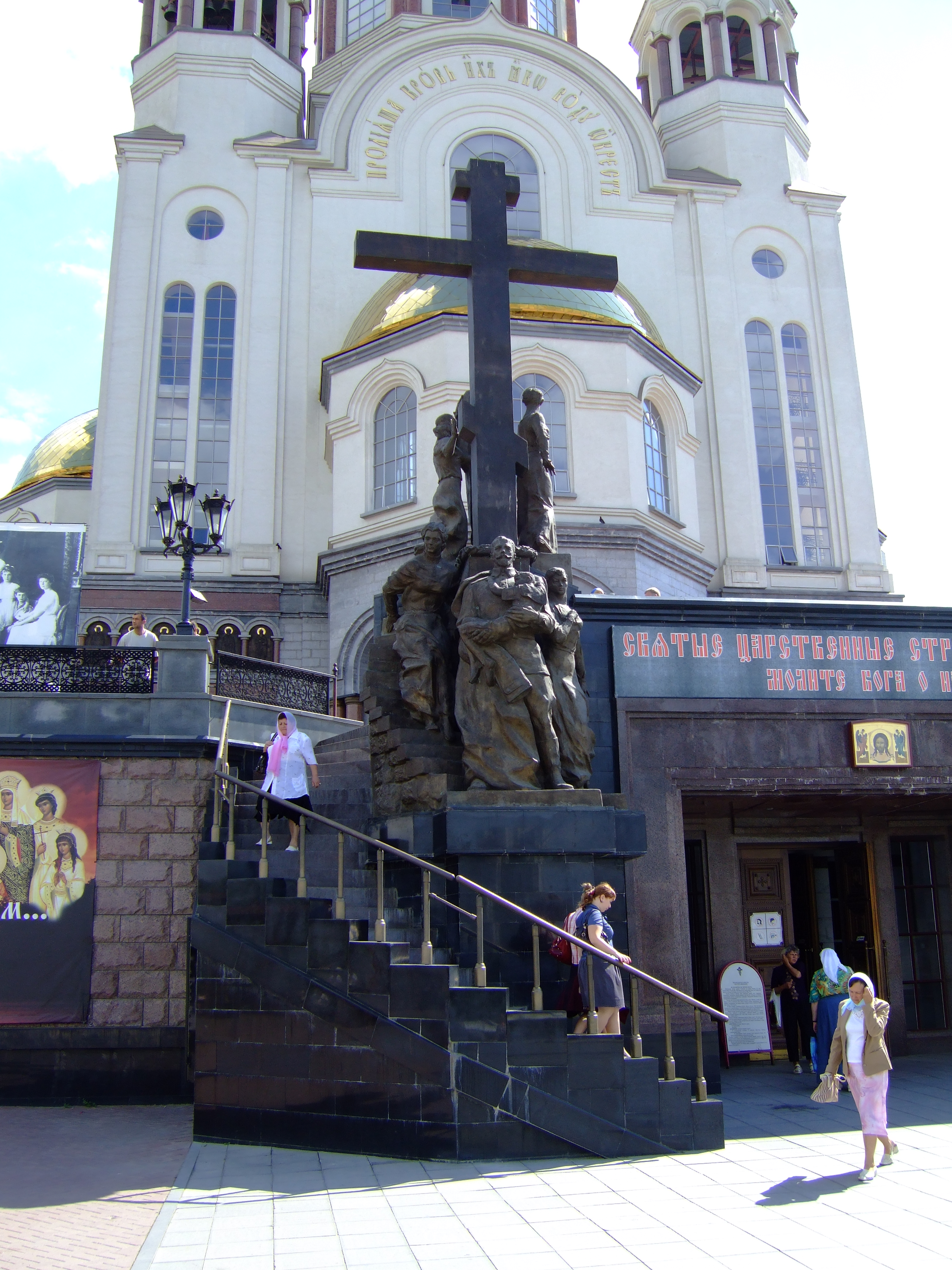
Памятник Николаю II и его семье

28 мая 2003 года у входа в Нижний храм была установлена скульптурная композиция «Царственные страстотерпцы за несколько минут до расстрела». Эта семифигурная композиция представляет трагический момент спуска Николая II и его семьи в подвал Ипатьевского дома на расстрел. Авторами памятника стали скульптор Константин Грюнберг и архитектор Антон Мазаев.
Памятник вызвал неоднозначную реакцию среди православной общественности города. Православные журналисты критиковали то, что царская семья была изображена в виде мятежных фигур, пребывающих в жажде сопротивления и не желающих принимать никакой смерти, что противоречит православному пониманию смирения и мученического подвига. Кроме того, было отмечено то, что нательные крестики у членов царской семьи находятся поверх одежды, и ряд других спорных моментов. После выступления верующих авторы памятника попытались откорректировать его внешний вид с помощью зубила, что, однако, ещё больше подлило масла в огонь. Два помощника правящего архиерея, протоиерей Владимир Зязев и протоиерей Николай Ладюк, даже предложили убрать памятник как не соответствующий православной традиции. При освящении Храма на Крови 16 июля 2003 года митрополит Ювеналий отказался освящать памятник. В итоге главный архитектор области Григорий Мазаев (отец Антона Мазаева, автора памятника) заявил, что памятник останется на прежнем месте без каких-либо дальнейших изменений.
Памятник окаймляет винтовая лестница из верхнего храма в нижний. По замыслу создателей, 23 гранитные ступени этой лестницы, соответствующие 23 ступенькам лестницы в подвале дома Ипатьева, должны напоминать посетителям о последнем пути императора и его семьи. Однако, по заключению историков-краеведов, в лестнице в доме Ипатьева было на самом деле 19 ступеней, а широко известная цифра 23 была впервые использована советским писателем Марком Касвиновым в его книге «Двадцать три ступени вниз» (1972), в которой он решил символически увязать 23 ступени с 23 годами правления Николая II, когда, по мнению писателя, «Россия катилась вниз, в бездну».

### Часовня Елизаветы Фёдоровны

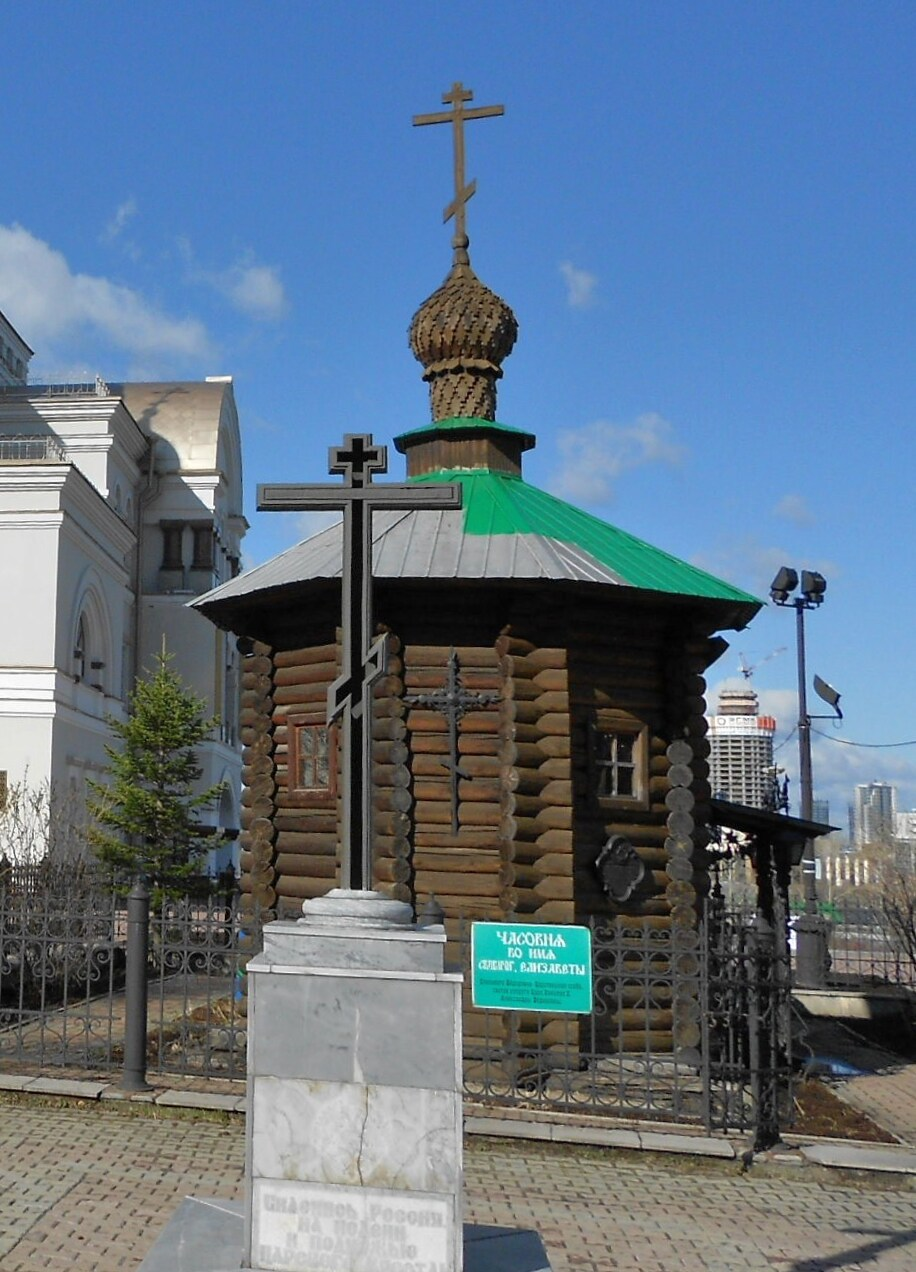
Часовня Елизаветы Фёдоровны

Весной 1992 года Русская православная церковь канонизировала великую княгиню Елизавету Фёдоровну (старшую сестру императрицы Александры Фёдоровны), которую за одиннадцать лет до этого, в 1981 году, канонизировала Русская зарубежная церковь. Елизавета Фёдоровна, основательница Марфо-Мариинской обители в Москве, была убита большевиками под г. Алапаевском в Свердловской области 18 июля 1918 года — на следующий день после расстрела царской семьи.
23 сентября 1992 года рядом с местом будущего Храма на Крови владыкой Мелхиседеком была освящена часовня во имя Преподобномученицы великой княгини Елизаветы Фёдоровны и всех Новомучеников Российских. Часовня была построена по проекту архитектора Александра Долгова «на средства Уральского Торгового Дома при участии Верх-Исетского лесхоза и фирмы „Палникс“ и передана в дар Екатеринбургской епархии и городу Екатеринбургу», как гласит мемориальная плита на ней. Часовня представляет собой однокупольный восьмигранный сруб с двухскатным пристроем и небольшим крыльцом.
Деревянную часовню четыре раза поджигали (в июле 1993 года, в июле 1995 года, в июле 1996 года и в декабре 1998 года), но она выстояла, хотя и приобрела кое-где вследствие поджогов тёмный оттенок. В 1997 году вокруг часовни была установлена решётка, что, впрочем, не остановило злоумышленников, которые в ночь на 24 февраля 1998 года попытались взорвать часовню с помощью взрывного устройства мощностью около 600 граммов тротила, как было установлено экспертами УВД. У часовни были выбиты два брёвна, стекла, уничтожена часть крыши и ящик для пожертвований, но при этом ничего не было похищено. Часовню быстро восстановили.
Перед часовней стоит мраморный крест, на постаменте которого высечены слова: «Склонись, Россия, на колени, к подножью Царского креста!». Неподалёку лежит мемориальная доска с надписью: «Здесь в ночь на 17 июля 1918 г. претерпев заточение, были убиты Благоверные Государь Император Николай Александрович, Государыня Императрица Александра Феодоровна, 14-летний царевич Алексей, Великие княжны Ольга, Татьяна, Мария, Анастасия и их верные слуги. Они жили для России и за свою любовь к ней обрели венцы нетления».

### Патриаршее подворье

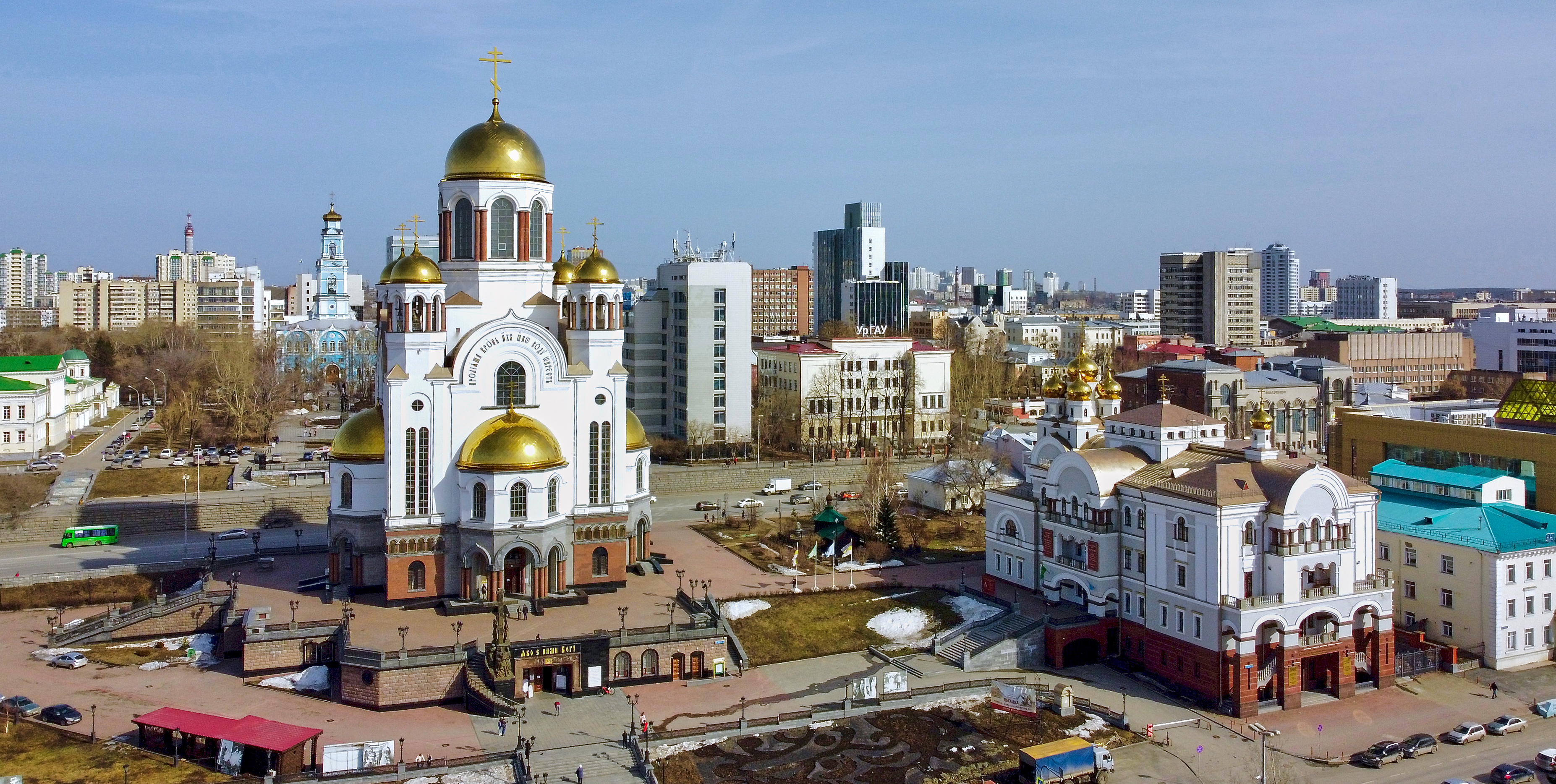
Храм и Патриаршее подворье

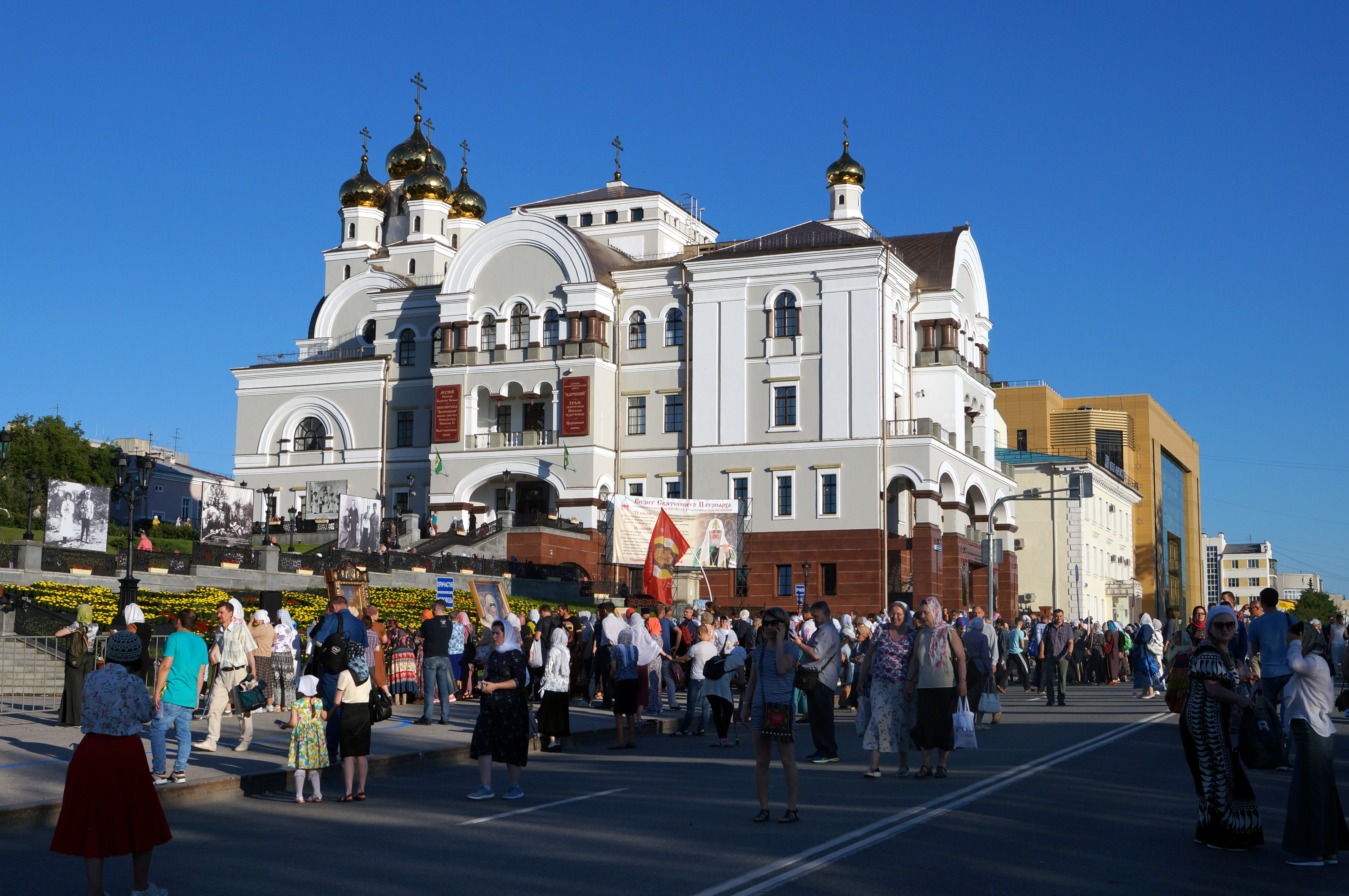
Накануне всенощной на Царские дни в Екатеринбурге 16 июля 2018

3 июня 2001 года патриарх Алексий II благословил проект строительства духовно-просветительского центра «Патриаршее подворье» при Храме на Крови. Первый камень в основание подворья заложил митрополит Солнечногорский Сергий 26 ноября 2002 года. Здание подворья, строившееся вместе с Храмом на Крови, должно было быть открыто одновременно с ним, но из-за срыва сроков строительства было открыто на полгода позже. Патриаршее подворье включает в себя Музей святой Царской семьи, домовую церковь святителя Николая, зал для проведения официальных встреч (музей Патриаршества на Руси), библиотеку «Державная», выставочные залы, церковную лавку, а также личные покои патриарха и другие помещения. До 2011 года в подворье также располагался «Ювелирный салон для православных „Преображение“», чья вывеска украшала парадный вход в резиденцию патриарха.
Основу экспозиции Музея святой Царской семьи составляют разнообразные предметы, связанные с семьёй императора Николая II: от личных вещей членов Царской семьи (например, пледа, связанного дочерьми императора их брату) до сувенирной продукции, выпущенной в честь празднования 300-летия дома Романовых и коронации Николая II. Здесь также представлены экспонаты, подтверждающие социально-экономический расцвет Российской империи в годы правления императора Николая II (например, проект московского метрополитена за 1902 г.) и документы, относящиеся к периоду ссылки Царской семьи в Царское село, Тобольск и Екатеринбург (например, фотографии и вещи из Ипатьевского дома и документы большевиков, касающиеся убийства Царственных страстотерпцев).
В концертном зале подворья стоит рояль фирмы Becker, подаренный Николаю II австрийским императором Францем Иосифом. Царская семья взяла рояль с собой, отправляясь в ссылку в Тобольск, где великие княжны продолжали на нём музицировать.

### Памятник Петру и Февронии
Последним элементом храмового комплекса стал памятник православным покровителям семьи, верности и брака — святым благоверным Петру и Февронии Муромским. Его открытие и освящение состоялось 5 июля 2012 года в сквере напротив Храма на Крови.
Памятник был создан по инициативе общенациональной программы «В кругу семьи», основанной в 2004 году по благословению патриарха Алексия II и при поддержке государственных структур. Одним из проектов данной программы стала установка в городах России скульптурных композиций святым Петру и Февронии, для появления традиции среди молодёжи в день бракосочетания приезжать к монументу православным покровителям семьи. Первый камень памятника был заложен епископом Екатеринбургским Викентием 24 ноября 2008 года на площади перед Свято-Троицким кафедральным собором, где первоначально планировалось сооружение скульптуры.
Впоследствии епархия приняла решение, помимо памятника, построить также храм Петру и Февронии, а памятник поставить перед ним, и обратилась к городским властям с просьбой предоставить для этого земельный участок в самом центре города — в Историческом сквере — между Музеем истории архитектуры и Музеем изобразительных искусств. Администрация города отказалась дать разрешение, сославшись на то, что эта территория относится к землям общего пользования и рядом уже имелся другой православный храм — недавно построенный Большой Златоуст. Предложенный администрацией альтернативный участок — рядом, на аллее Любви, по другую сторону Каменного моста — не устраивал уже епархию.
В итоге готовый памятник простоял в мастерской несколько лет, пока не был установлен у Храма на Крови в июле 2012 года. За это время памятники Петру и Февронии в рамках программы «В кругу семьи» были установлены в десяти других городах России.
Автором памятника в Екатеринбурге стал московский скульптор Константин Чернявский, создавший для общенационального проекта целую серию скульптурных композиций благоверных. Памятник, установленный в Екатеринбурге, запечатлел радостный момент возвращения князя Петра и его супруги Февронии в Муром. Бронзовая скульптура, высотой 4,2 метра, изобразила их на фоне ладьи: у Февронии в руках голубь — знак примирения, и свиток с пожеланиями новобрачным, а у Петра — обручальное кольцо, символизирующим семейную любовь и верность.

## Текущая жизнь

### Приходская жизнь

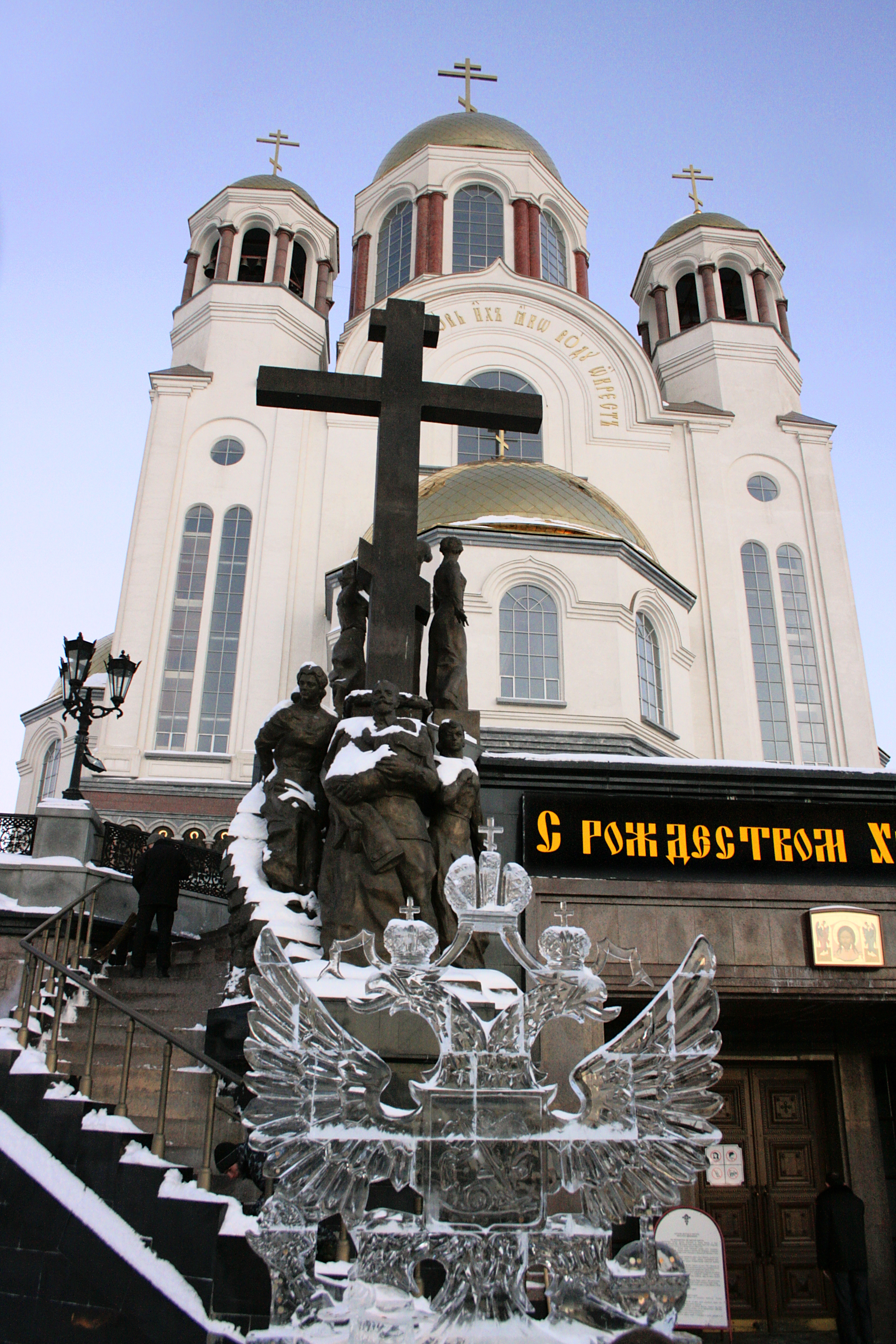
Одна из ледяных фигур на фестивале «Вифлеемская звезда»

Приходская община Храма на Крови была основана 19 июля 1993 года, вскоре после закладки первого камня храма, по благословению владыки Мелхиседека. Сейчас в приходе при Храме на Крови действуют разнообразные православные проекты: детский хор «Октоих», художественная школа имени преподобного Андрея Рублёва, воскресная школа, катехизаторские курсы, казачий хутор «Штабной», кадетский класс, семейный клуб, служба милосердия, лекторий «Основы православия» и библиотека. Настоятелем храма с момента открытия является протоиерей Максим Миняйло.
В ночь на 17 июля 1993 года, на алтаре Елизаветинской часовни рядом с будущим Храмом на Крови была отслужена первая Божественная литургия, на которой присутствовало около 100 верующих. Так зарождалась ежегодная традиция совершать Богослужение именно в часы убиения Государя и его семьи.
В ночь на 17 июля 2002 года, когда храм ещё строился, после всенощного бдения состоялся первый 21-километровый крестный ход от Храма на Крови до Ганиной Ямы, повторяющий путь, которым везли убиенных Царственных страстотерпцев. Тогда в богослужении приняло участие четыре тысячи верующих и более 100 священнослужителей, две тысячи верующих отправились в крестный ход. С тех пор это событие стало традиционным и каждый год собирает множество верующих. В 2017 году более 60 000 человек приняли участие в Царском крестном ходе. Прямую трансляцию богослужения вёл православный телеканал «Союз».
Также ежегодно, с 2007 года, на праздник Рождества (7 января), у Храма на Крови проходит международный фестиваль ледовой скульптуры «Вифлеемская звезда». В 2017 году в нём приняли участие 20 команд из разных городов России.
Президент России Владимир Путин посетил Храм на Крови 9 октября 2003 года, вместе с канцлером Германии Герхардом Шрёдером.

### Резонансные события

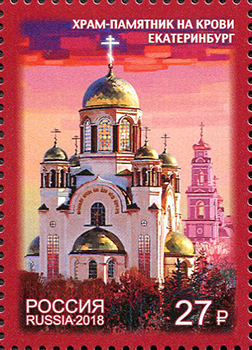
Почтовая марка 2018 год

Храм на Крови неоднократно попадал в новостные сводки, в том числе и из-за событий, не связанных с приходской жизнью.
Так, 25 апреля 2011 года напротив Храма на Крови был вывешен двухметровый плакат с изображением Иисуса Христа, показывающего неприличный жест. У стен храма рисовали карикатурные графитти на патриарха, изображая его в виде копилки (21 июля 2011 года) и в виде пешки, которую держит рука с часами Breguet (21 апреля 2012 года).
7 июля 2015 года 27-летний мужчина покончил жизнь самоубийством у алтаря в нижнем храме. При нём была найдена предсмертная записка, подписанная фамилией «Романов».
В июне 2016 года был арестован алтарник Храма на Крови семинарист Богдан Юнусов, организовавший на территории храма торговлю наркотиками.
Но наибольший резонанс вызвали события, связанные с видеороликами, опубликованными на YouTube в августе 2016 года 21-летним студентом и видеоблогером Русланом Соколовским. На первом из них («Ловим покемонов в церкви. Pokemon Go пранк»), опубликованном 11 августа 2016 года, он играет в Pokémon Go на территории Храма на Крови и называет Иисуса Христа «самым редким покемоном». О видео много написали в местных СМИ, а потом сняли сюжеты федеральные телеканалы «Россия 24» и «Рен-ТВ». Оба сюжета Соколовский высмеял в своём видео «Пизд*ж Рен ТВ и Россия 24 — Соколовский и Покемон Го». 19 августа областная пресс-служба УВД сообщила, что «в ходе мониторинга» нашла первый ролик Соколовского и отправила его на проверку в центр по борьбе с экстремизмом. За день до этого Соколовский выложил ещё одно видео «Идеальный православный брак», в котором высмеял верующих РПЦ и религиозные рекомендации о создании семьи. 19 августа информационное агентство «Ура.ру» опубликовало о данном ролике Соколовского материал, в котором сообщило, что уже обратилось в полицию с просьбой проверить, не нарушил ли Соколовский статью об оскорблении чувств верующих. В итоге на Руслана Соколовского завели уголовное дело по 148-й и 282-й статьям УК РФ за оскорбление чувств верующих и разжигание ненависти. 11 мая 2017 года Соколовского, с учётом того, что он извинился во время процесса перед верующими, приговорили к условному наказанию в 3,5 года. Согласно формулировке приговора Соколовского, преступными являются, среди прочего, атеистические взгляды: «В видеосюжетах Соколовского присутствует информация, содержащая в себе признаки оскорбления чувств приверженцев христианства и ислама, формируемого через отрицание существования Бога».
Последний инцидент в Храме на Крови произошёл в ночь с 28 февраля на 1 марта 2017 года, когда двое старшеклассников одной из элитных гимназий города, забравшись в служебное помещение храма, переоделись в ризы священника, заменили крест у алтаря на гаечный ключ, и стали делать селфи у места расстрела царской семьи, но были задержаны охраной при выходе из храма.